# Vénus (planète)
Vous lisez un « article de qualité » labellisé en 2020.
Pour les articles homonymes, voir Vénus.
Vénus est la deuxième planète du Système solaire par ordre d'éloignement au Soleil, et la sixième plus grosse aussi bien par la masse que le diamètre.
Vénus orbite autour du Soleil tous les 224,7 jours terrestres. Avec une période de rotation de 243 jours terrestres, il lui faut plus de temps pour tourner autour de son axe que toute autre planète du Système solaire. Comme Uranus, elle possède une rotation rétrograde et tourne dans le sens opposé à celui des autres planètes : le Soleil s'y lève à l'ouest et se couche à l'est. Vénus possède l'orbite la plus circulaire des planètes du Système solaire avec une excentricité orbitale presque nulle et, du fait de sa lente rotation, est quasiment sphérique (aplatissement considéré comme nul). Elle ne possède pas de satellite naturel.
Vénus est l'une des quatre planètes telluriques du Système solaire. Elle est parfois appelée la « planète sœur » de la Terre en raison des similitudes relatives de leurs diamètres, masses, proximités au Soleil et compositions. Par d'autres aspects, elle est radicalement différente de la Terre : son champ magnétique est bien plus faible et elle possède une atmosphère beaucoup plus dense, composée de dioxyde de carbone à plus de 96 %. La pression atmosphérique à la surface de la planète est ainsi 92 fois supérieure à celle de la Terre, soit environ la pression ressentie, sur Terre, à 900 mètres sous l'eau. Elle est la planète la plus chaude du Système solaire — même si Mercure est plus proche du Soleil — avec une température de surface moyenne de 462 °C (735 K). La planète est enveloppée d'une couche opaque de nuages d'acide sulfurique, hautement réfléchissants pour la lumière visible, empêchant sa surface d'être vue depuis l'espace. Bien que la présence d'océans d'eau liquide à sa surface par le passé soit supposée, la surface de Vénus est un paysage désertique sec et rocheux où se déroule toujours un volcanisme. La topographie de Vénus présente peu de reliefs élevés et consiste essentiellement en de vastes plaines géologiquement très jeunes : quelques centaines de millions d'années.
En tant que deuxième objet naturel le plus brillant du ciel nocturne après la Lune, Vénus peut projeter des ombres et peut quelquefois être visible à l'œil nu en plein jour. Vénus étant une planète inférieure, elle reste proche du soleil dans le ciel, apparaissant soit à l'ouest juste après le crépuscule, soit à l'est peu avant l'aube. Du fait de son importante magnitude apparente, Vénus a fait l'objet des premières observations astronomiques et a été la première planète dont l'Homme ait tracé les mouvements, dès le deuxième millénaire avant notre ère. Elle a aussi été intégrée à de nombreuses mythologies en tant qu'étoile du matin et qu'étoile du soir puis, par la suite, a été source d'inspiration pour les écrivains et les poètes. Elle doit ainsi son nom à la déesse romaine de l'amour. Elle est également connue dans la culture occidentale sous le nom d'« étoile du berger ».
Vénus a été un objectif privilégié pour les premières explorations interplanétaires du fait de son faible éloignement de la Terre. C'est la première planète visitée par un véhicule spatial (Mariner 2 en 1962) et la première où une sonde spatiale se soit posée avec succès (Venera 7 en 1970). Les épais nuages de Vénus rendant impossible l'observation de sa surface en lumière visible, les premières cartes détaillées ont été réalisées à partir des images de l'orbiteur Magellan en 1991. Des projets d'astromobiles (rovers) et de missions plus complexes ont également été envisagés.

## Caractéristiques physiques

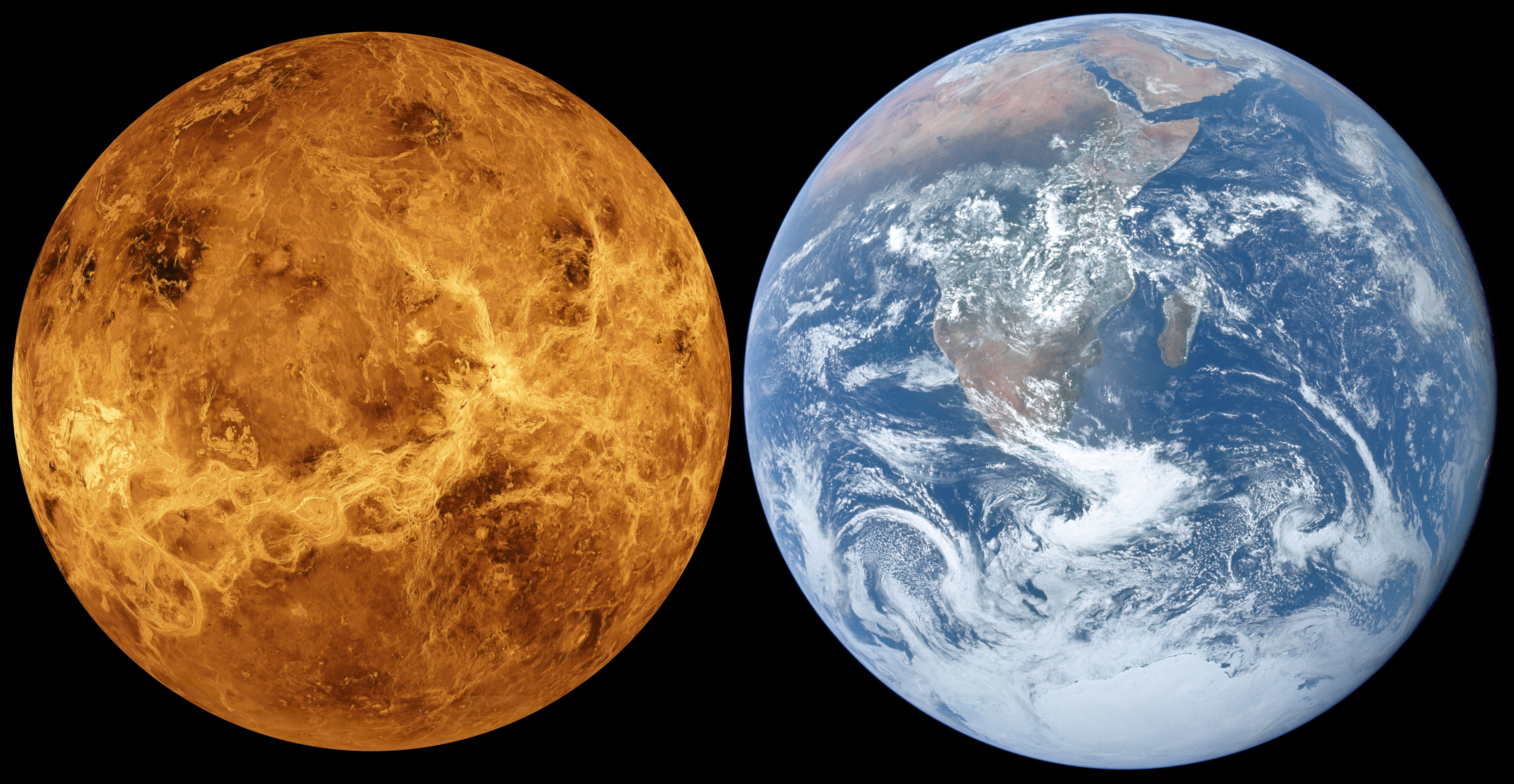
Comparaison de taille entre Vénus (images radar) et la Terre.

Vénus est l'une des quatre planètes telluriques du Système solaire, ce qui signifie qu'elle possède un corps rocheux comme la Terre. Elle est comparable à la Terre en taille et en masse, et souvent décrite comme la « sœur » ou « jumelle » de la Terre,. Son diamètre vaut 95 % de celui de la Terre, et sa masse un peu plus de 80 %. Néanmoins, si sa géologie est sans doute proche de celle de la Terre, les conditions qui règnent à sa surface diffèrent radicalement des conditions terrestres.
Vénus est notamment la planète la plus chaude du Système solaire du fait de son atmosphère beaucoup plus dense que l'atmosphère terrestre. Les phénomènes géologiques affectant la croûte vénusienne semblent également spécifiques à cette planète et sont à l'origine de formations géologiques parfois uniques dans le Système solaire telles que coronae, arachnoïdes et farra, attribuées à des manifestations atypiques de volcanisme.

### Atmosphère

#### Composition

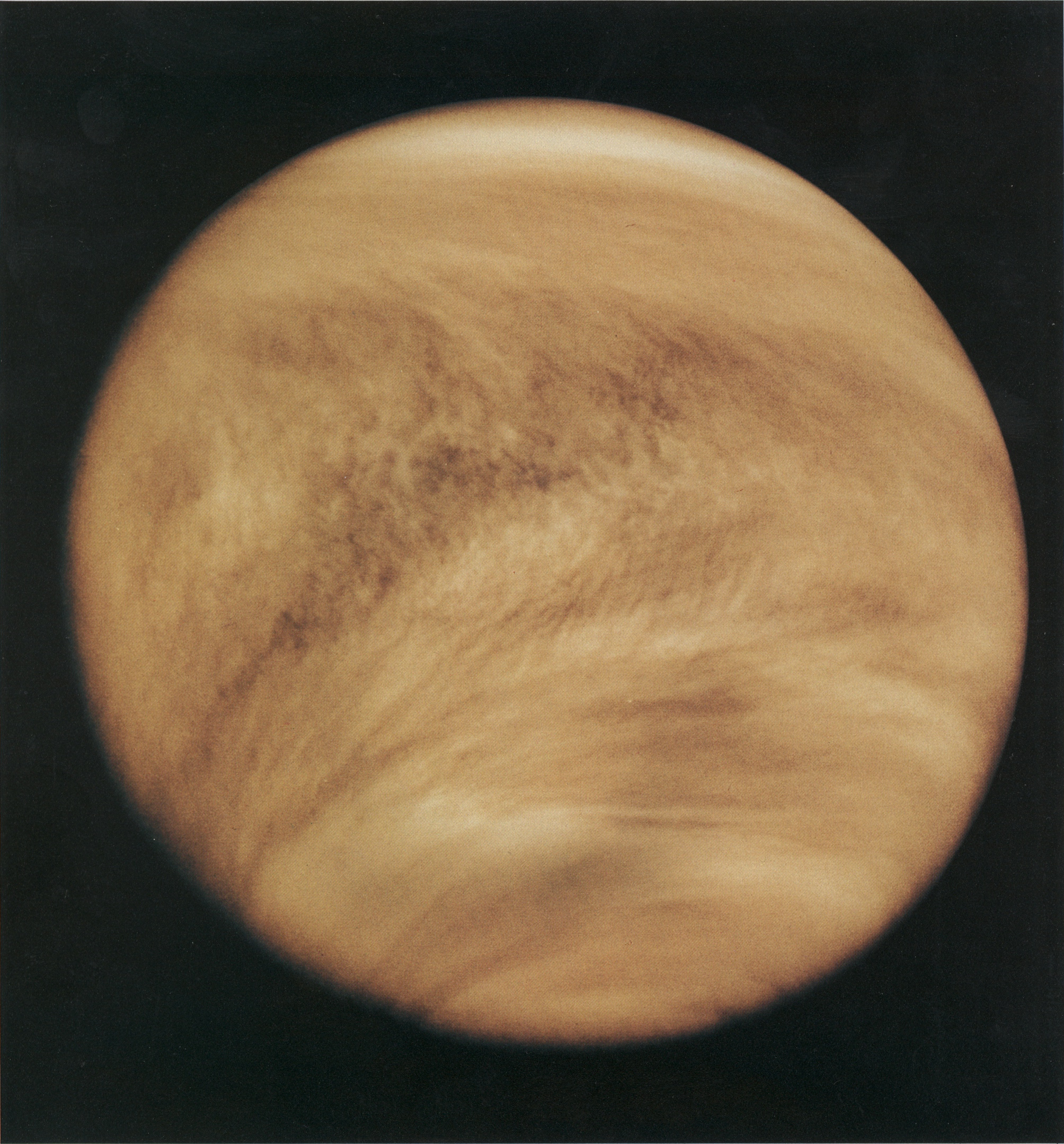
Structures nuageuses dans l'atmosphère de Vénus révélées par des observations en ultraviolet.

Vénus possède une atmosphère extrêmement dense. Elle se compose majoritairement de dioxyde de carbone (CO2) à 96,5 % et d'une faible quantité de diazote (N2) à 3,5 %. Cette atmosphère est occupée par d'épais nuages de dioxyde de soufre (SO2). La masse de son atmosphère est 93 fois supérieure à celle de la Terre, tandis que la pression à sa surface est environ 92 fois supérieure à celle de la Terre, soit une pression équivalente à celle ressentie sur Terre à une profondeur de près de 900 mètres sous le niveau de la mer. La densité en surface est de 65 kg/m3, ce qui représente 50 fois la densité de l'atmosphère terrestre à 293 K (20 °C) au niveau de la mer.
Cette atmosphère, riche en dioxyde de carbone, est à l'origine du plus fort effet de serre du Système solaire, créant des températures de surface d'environ 735 K (462 °C),. Ainsi, la surface de Vénus est plus chaude que celle de Mercure, qui a une température de surface minimale de 53 K (−220 °C) et maximale de 700 K (427 °C) (pour la face exposée au Soleil le plus longtemps),, bien que Vénus soit environ deux fois plus éloignée du Soleil et ne reçoive donc qu'environ 25 % de l'irradiance solaire de Mercure d'après la loi en carré inverse.
Des études publiées dans les années 2000 suggèrent d'abord que l'atmosphère de Vénus aurait auparavant ressemblé à celle entourant la Terre et qu'il pouvait y avoir eu des quantités importantes d'eau liquide à sa surface,. Puis, après une période pouvant s'étendre de 600 millions à plusieurs milliards d'années, un effet de serre grandissant est apparu du fait de l'évaporation de cette eau originellement présente et aboutissant finalement au niveau critique actuel de gaz à effet de serre dans l'atmosphère. Toutefois, en 2021, une nouvelle étude indique que les conditions climatiques de Vénus n'auraient jamais permis la formation d'océans d'eau liquide à sa surface,.

#### Foudre
L'existence de la foudre dans l'atmosphère de Vénus est controversée depuis les premières suspicions lors du programme soviétique Venera,,.
En 2006 et 2007, Venus Express détecte des ondes de plasma, signature de la foudre. Leur apparition intermittente suggère une association avec l'activité météorologique et, d'après ces mesures, le taux de foudre serait d'au moins la moitié de celui de la Terre. Cependant, d'autres instruments de la mission ne détectent pas de foudre. Par ailleurs, l'origine de cette foudre reste incertaine,.
En décembre 2015, et dans une moindre mesure en avril et mai 2016 des chercheurs travaillant sur la sonde spatiale Akatsuki observent des formes d'arc dans l'atmosphère de Vénus. Cela est considéré comme une preuve de l'existence des plus grandes ondes de gravité stationnaires du Système solaire découvertes à ce jour,,.

#### Couches de l'atmosphère
L'atmosphère vénusienne peut se diviser sommairement en trois parties : la basse atmosphère, la couche nuageuse et la haute atmosphère,.

##### Basse atmosphère

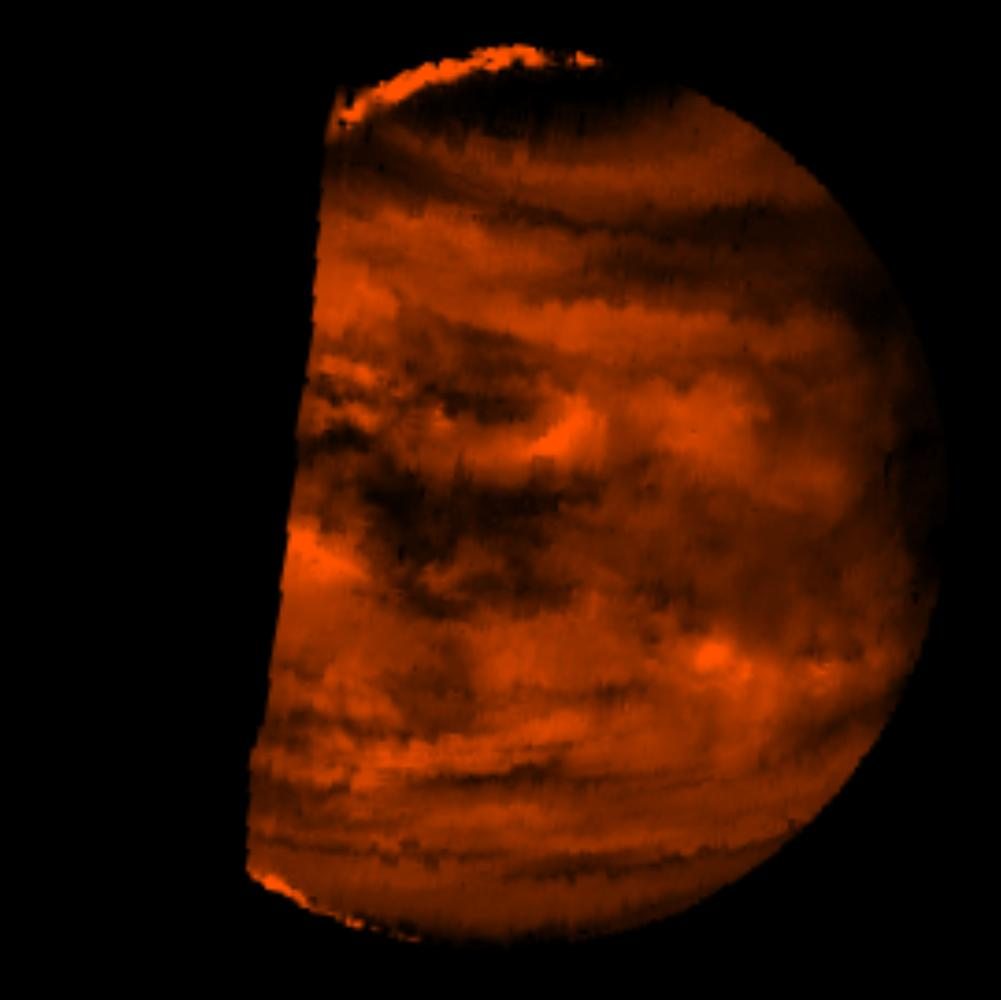
Image en proche infrarouge (2.3 µm) des profondeurs de l'atmosphère de Vénus obtenue par la sonde Galileo. Les régions sombres sont la silhouette des nuages apparaissant en négatif sur la basse atmosphère, très chaude et donc très lumineuse dans l'infrarouge.

La basse atmosphère se situe entre 0  et   48 km d’altitude et est relativement transparente.
La composition de la basse atmosphère est décrite dans le tableau ci-dessous. Le dioxyde de carbone y domine largement, le gaz secondaire étant l'azote et tous les autres étant des constituants mineurs (~300 ppm en tout). À cette pression (9,3 MPa) et à cette température (740 K), le CO2 n'est plus un gaz, mais un fluide supercritique (intermédiaire entre gaz et liquide), d'une masse volumique voisine de 65 kg/m3.
| Élément ou molécule | Pourcentage dans la basse atmosphère (en dessous des nuages) |
| ------------------- | ------------------------------------------------------------ |
| Dioxyde de carbone  | ~96,5 %                                                      |
| Diazote             | ~3,5 %                                                       |
| Dioxyde de soufre   | 150 ppm                                                      |
| Argon               | 70 ppm                                                       |
| Vapeur d'eau        | 20 ppm                                                       |
| Monoxyde de carbone | 17 ppm                                                       |
| Hélium              | 12 ppm                                                       |
| Néon                | 7 ppm                                                        |

L'effusivité thermique et le transfert de chaleur par les vents dans la basse atmosphère signifient que la température de la surface de Vénus ne varie pas de manière significative entre les hémisphères éclairé et obscur malgré la rotation très lente de la planète. Les vents de surface sont lents, se déplaçant à quelques kilomètres par heure, mais en raison de la forte densité de l'atmosphère en surface, ils exercent une force importante contre les obstacles. Cette force rendrait à elle seule difficile le déplacement d'un être humain.

##### Couche nuageuse

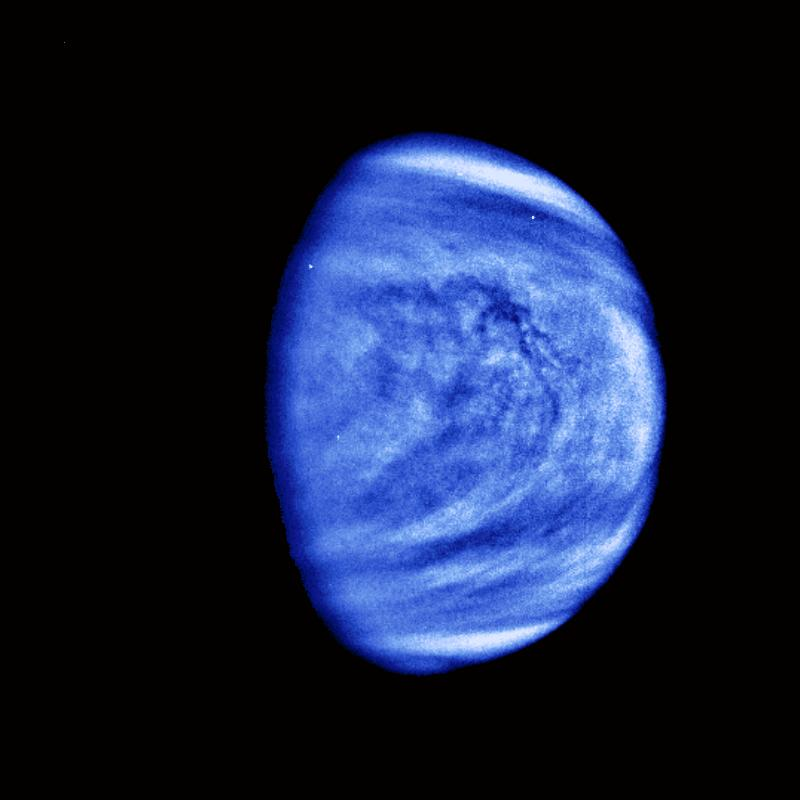
Photographie prise par la sonde Galileo en 1990. Les détails ont été accentués et la teinte bleue vient de l'utilisation d'un filtre violet.

Au-dessus des couches denses de CO2 se trouvent, entre 45 km et 70 km au-dessus de la surface, des couches de nuages épais d'acide sulfurique sous forme de gouttelettes, formé de dioxyde de soufre et d'eau (états solide et gazeux) par une réaction chimique entraînant l'hydrate d'acide sulfurique. Les gouttelettes d'acide sulfurique sont en solution aqueuse, constituées à 75 % d'acide sulfurique et à 25 % d'eau. L'atmosphère contient aussi environ 1 % de chlorure ferrique et d'autres constituants possibles pour la composition de ces nuages sont le sulfate de fer, le chlorure d'aluminium et le pentoxyde de phosphore,.
Ces nuages réfléchissent environ 90 % de la lumière solaire dans l'espace, empêchant l'observation visuelle de la surface de Vénus. Ceux-ci sont également la cause de sa brillance dans le ciel terrestre, lui conférant un albédo de Bond de 0,77. Cette couverture nuageuse permanente signifie que bien que Vénus soit plus proche que la Terre du Soleil, elle reçoit moins de lumière solaire au sol car seulement 5 % des rayons y parviennent.
Les vents violents de plus de 300 km/h qui entraînent les plus hauts nuages font le tour de Vénus en quatre à cinq jours terrestres. Ces vents se déplacent jusqu'à soixante fois la vitesse de la rotation de la planète ; par comparaison, les vents les plus rapides de la Terre n'ont qu'une vitesse de 10 à 20 % de la vitesse de rotation terrestre.
Bien que les conditions de surface sur Vénus n'y soient pas propices, certains spéculent sur la possibilité de vie dans les couches supérieures des nuages de Vénus (où les températures varient entre 30 et 80 °C), malgré un environnement acide,,.
Si Vénus n'a pas de saisons en tant que telles, les astronomes identifient en 2019 une variation cyclique de l'absorption du rayonnement solaire par l'atmosphère, probablement causée par des particules opaques en suspension dans les nuages supérieurs. La variation provoque des changements observés dans la vitesse des vents de Vénus et semble augmenter et diminuer avec le cycle de taches solaires du Soleil s'écoulant sur onze ans.

##### Haute atmosphère
La mésosphère de Vénus s'étend de 65 km à 120 km d'altitude et la thermosphère débute à environ 120 km, atteignant probablement la limite supérieure de l'atmosphère (exosphère) entre 220 et 350 km.
En 2007, la sonde Venus Express découvre l'existence d'un vortex atmosphérique double au pôle sud, puis, en 2011, découvre également l'existence d'une couche d'ozone dans les hautes couches de l'atmosphère de Vénus. Cependant, cette couche étant très faible, on considère que Vénus ne possède aucune stratosphère.
En janvier 2013, l'ESA rapporte que l'ionosphère de Vénus ruisselle vers l'extérieur d'une manière similaire à celle de la queue d'une comète,.

### Géographie

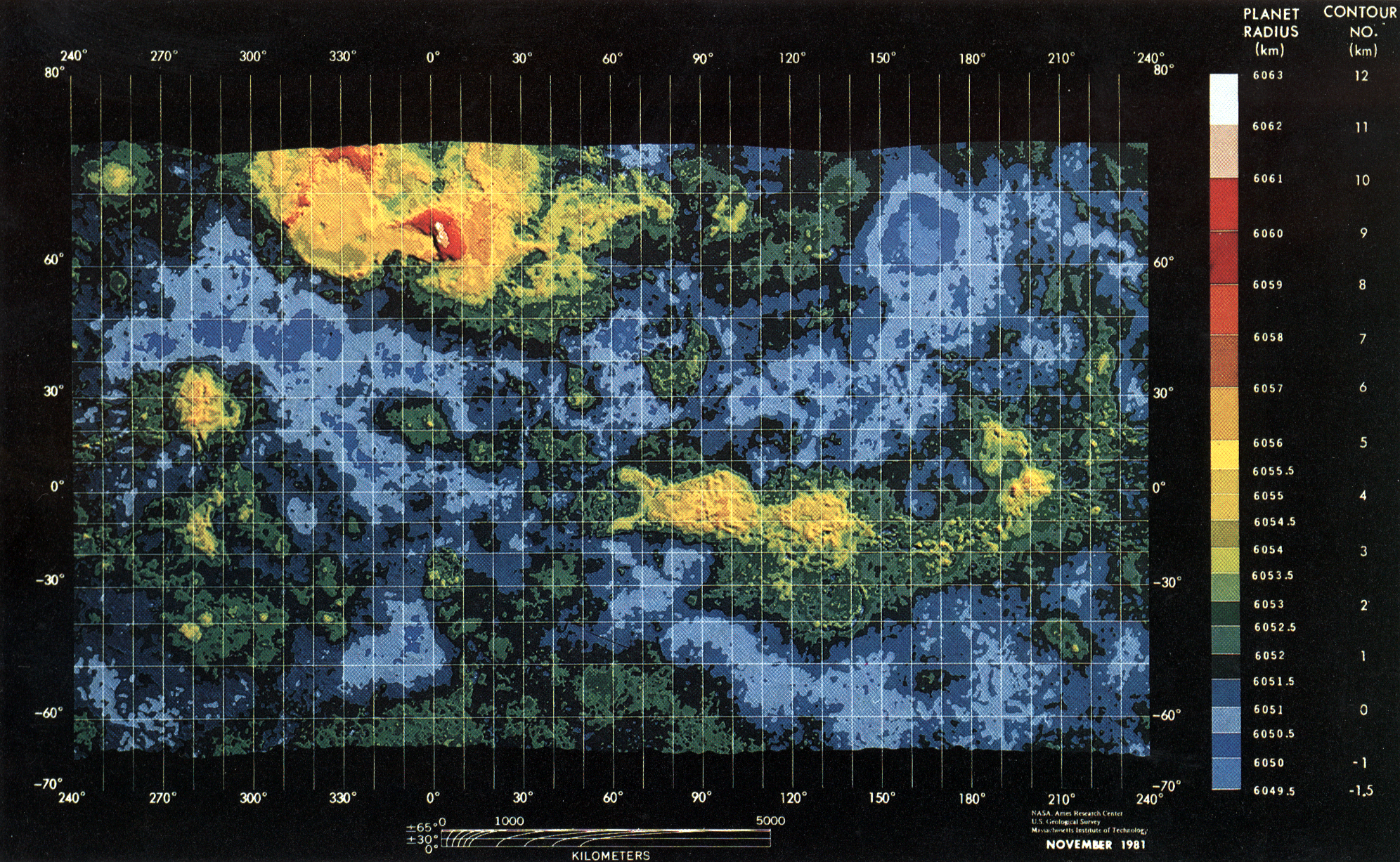
Profil topographique de Vénus : au nord-ouest, les plateaux d’Ishtar Terra et de Lakshmi Planum (en ocre clair), où culmine le mont Maxwell (en rouge et blanc) ; au sud de l'équateur, le plateau d’Aphrodite Terra, avec le volcan Maat Mons tout à fait à l'est (en ocre et rouge) ; au sud-est, Alpha Regio en vert très foncé, et, plus à l'ouest, en ocre, Beta Regio ; en vert et bleu foncé, les vastes plaines de Vénus ; en bleu plus clair, les dépressions vénusiennes.

La surface vénusienne a fait l'objet de spéculations, du fait de ses épais nuages renvoyant la lumière visible, jusqu'à ce que l'envoi de sondes spatiales ne permette de l'étudier. Les missions Venera en 1975 et 1982 ont renvoyé des images d'une surface couverte de sédiments et de roches relativement anguleuses. La surface a été cartographiée en détail par Magellan en 1990–91,. Le sol montre alors des signes de volcanisme important, et le soufre relevé dans l'atmosphère semble indiquer des éruptions récentes,.
Vénus ayant un aplatissement nul, les altitudes y sont définies par rapport au rayon moyen volumétrique de la planète, qui vaut 6 051,8 km. C'est une planète au relief assez peu accidenté : les quatre cinquièmes de sa surface sont recouverts de plaines volcaniques à faible pente. La surface vénusienne est principalement occupée à hauteur de 70 % par de vastes plaines sans grand relief. Baptisées planitiae en géomorphologie planétaire, les principales d'entre elles sont Atalanta Planitia, Guinevere Planitia ou encore Lavinia Planitia. Elles sont parsemées de cratères. Ces plaines, de nature a priori volcanique, se creusent par endroits jusqu'à 2 900 m sous le niveau moyen de la surface, au niveau de dépressions couvrant environ un cinquième de la surface de la planète. Les 10 % de plaines restantes sont lisses ou lobées.
Les plateaux (aussi appelés Hautes Terres ou Highlands), reliefs élevés parfois comparés aux continents terrestres, représentent ainsi moins de 15 % de la surface de la planète (contrairement aux 29 % de surface occupées par des continents sur Terre). Deux sont particulièrement remarquables par leurs dimensions, l'un se trouvant dans l'hémisphère nord de la planète et l'autre juste au sud de l'équateur.
Le continent nord, près des régions polaires, est appelé Ishtar Terra d'après Ishtar la déesse babylonienne de l'amour. Ses dimensions de 3 700 × 1 500 km sont un peu supérieures à celles de l'Australie. Il s'agit d'un ensemble géologique essentiellement volcanique à l'ouest, avec notamment la formation Lakshmi Planum, et orogénique à l'est, où se trouve Skadi Mons, point culminant de la planète à 10 700 m, dans la chaîne des Maxwell Montes, puis l'immense Fortuna Tessera qui est une région de terrains typiquement vénusiens.

Le continent sud est appelé Aphrodite Terra, après la déesse grecque de l'amour. Il est trois fois plus étendu que le précédent, ayant une superficie similaire à celle de l'Amérique du Sud. Ses reliefs y sont cependant moins élevés, présentant un réseau de fragments de plateaux dans un ensemble de tesserae prolongé au sud-est et surtout au nord-est par des coronae et des volcans, parmi lesquels Maat Mons, le plus haut volcan vénusien,.

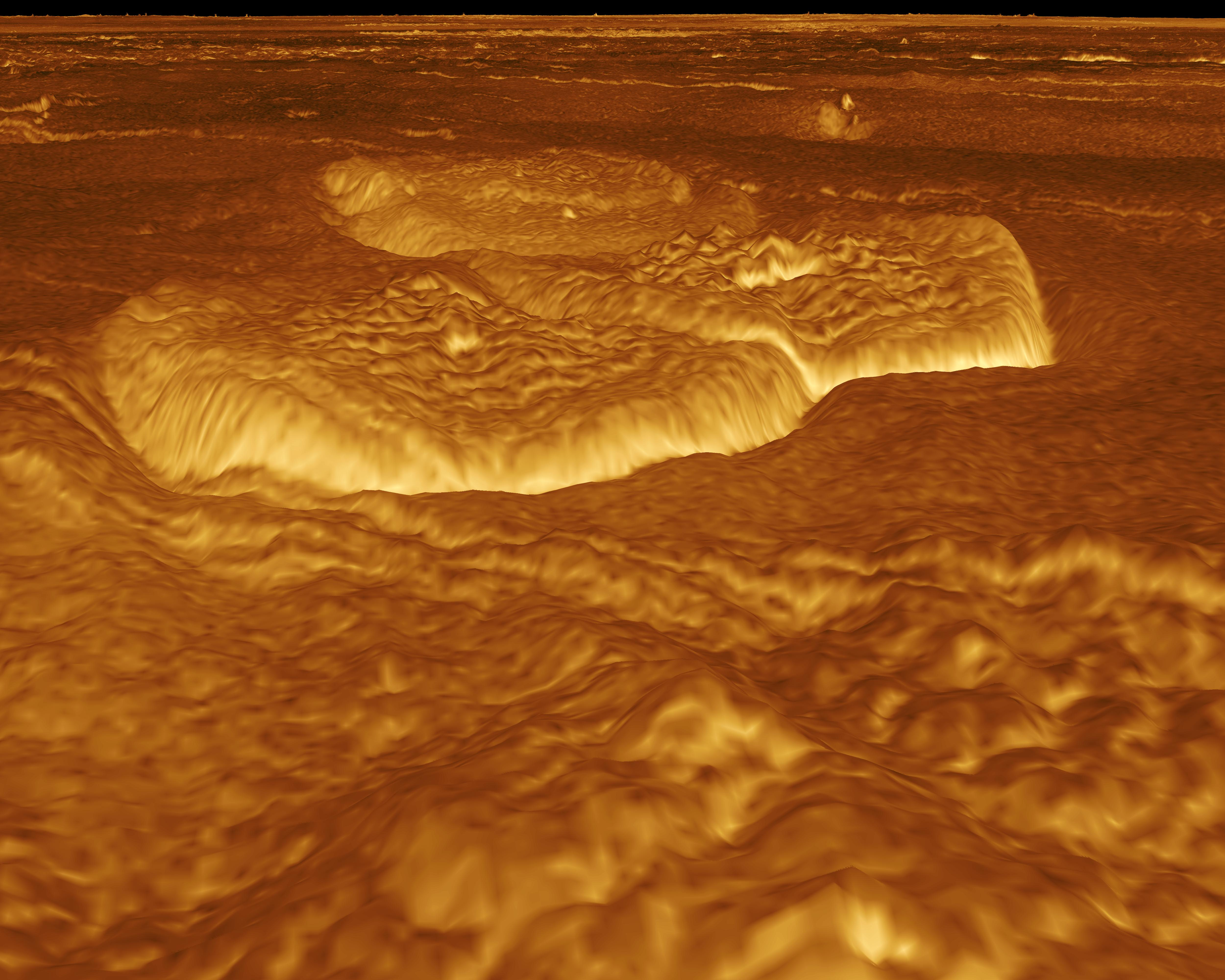
Vue en perspective de Seoritsu Farra, à l'est d'Alpha Regio.

D'autres régions élevées, de moindre importance, existent également. C'est le cas d’Alpha Regio, une série de cuvettes, d'arêtes, et de plis qui s'agencent dans toutes les directions avec une altitude moyenne de 1  à   2 km ; ou encore de Beta Regio, remarquable puisqu'on y aurait trouvé de hautes formations volcaniques dont certains sommets, récents, dépasseraient 5 000 m d'altitude. Avec l'Ovda Regio et les Maxwell Montes, du nom de James Clerk Maxwell, ce sont les seules caractéristiques de la surface vénusienne à être nommées d'après un nom masculin, avant l'adoption du système actuel par l'Union astronomique internationale. La nomenclature planétaire actuelle est de nommer les caractéristiques vénusiennes d'après des femmes historiques et mythologiques.
La planète montre peu de cratères d'impact, ce qui indique que la surface est relativement jeune, avec environ 300 à 600 millions d'années,. Vénus possède des caractéristiques de surface uniques en plus des cratères d'impact, des montagnes et des vallées que l'on trouve couramment sur les planètes telluriques. Parmi ceux-ci se trouvent des éléments volcaniques à sommet plat appelés « farra », ressemblants à des pancakes, et dont le diamètre varie de 20 à 50 km et la hauteur de 100 à 1 000 mètres. On y trouve aussi des fractures concentriques ressemblant à des toiles d'araignées appelées « arachnoïdes » et des anneaux de fractures parfois entourés d'une dépression, nommées « coronae ». Ces caractéristiques sont d'origine volcanique.
La longitude des caractéristiques physiques de Vénus est exprimée par rapport à son méridien principal. Celui-ci était à l'origine défini comme traversant une tache lumineuse appelée Eve, située au sud d'Alpha Regio. Une fois les missions Venera terminées, le méridien principal a été redéfini pour passer par le pic central du cratère Ariadne,. Par ailleurs, la surface de la planète est répartie entre 62 quadrangles cartographiés au 1:5 000 000.

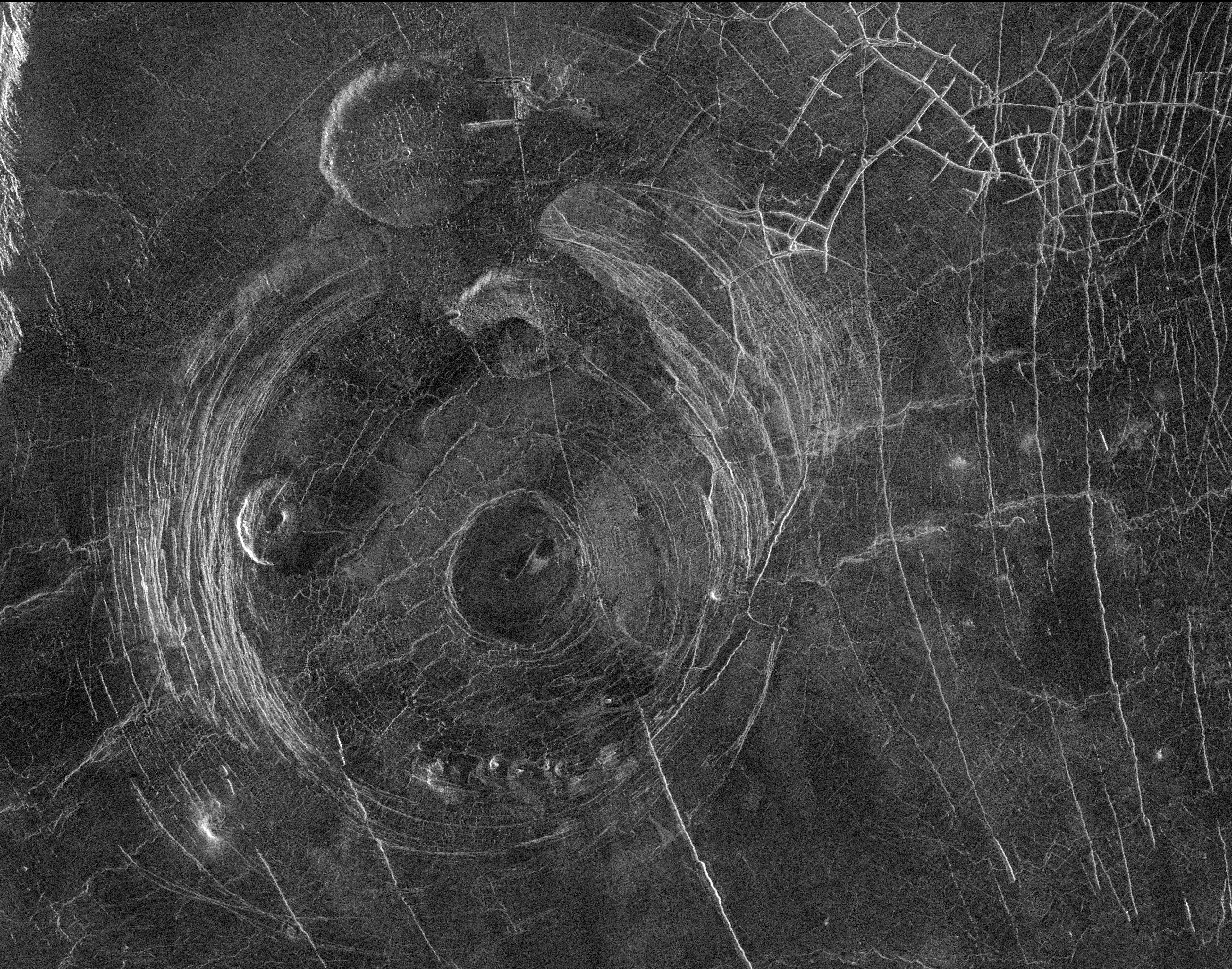
Fotla Corona, une corona de 200 km de diamètre (Magellan, 1991).

La température de surface de Vénus varie peu selon les latitudes et longitudes (elle est isotherme). La température est constante non seulement entre les deux hémisphères mais aussi entre l'équateur et les pôles,. L'inclinaison de l'axe très faible de Vénus — moins de 3°, contre 23° sur Terre — minimise également les variations saisonnières de température. Ainsi, l'altitude est donc l'un des rares facteurs qui puisse affecter la température vénusienne. Le point culminant de Vénus, Maxwell Montes, est donc le point le plus froid avec une température d'environ 655 K (380 °C) et une pression atmosphérique de 4,5 MPa (45 bar),.
En 1995, la sonde spatiale Magellan prend en image une substance très réfléchissante au sommet des plus hauts sommet montagneux, ressemblant à la neige qu'on trouve aux sommets des montages terrestres. Cette substance s'est probablement formée à partir d'un processus similaire à la neige, bien que celui-ci se déroule à une température beaucoup plus élevée. Trop volatile pour se condenser à la surface de la planète, elle se serait ainsi élevée sous forme gazeuse à des altitudes plus élevées pour finalement y précipiter du fait des températures plus faibles. La composition de cette substance n'est pas connue avec certitude, mais il est supposé qu'elle puisse être du tellure ou du galène (sulfure de plomb).
Par ailleurs, des mesures d'émissivité à 1,18 µm réalisées en 2008 suggèrent une relative abondance des granites et autres roches felsiques sur les terrains les plus élevés — qui sont généralement les plus anciens — de la planète. Cela impliquerait l'existence passée d'un océan global assorti d'un mécanisme de recyclage de l'eau dans le manteau susceptible d'avoir produit de telles roches. À l'instar de Mars, Vénus aurait ainsi peut-être connu, il y a plusieurs milliards d'années, des conditions tempérées permettant l'existence d'eau liquide en surface, eau aujourd'hui disparue — par évaporation puis dissociation photochimique dans la haute atmosphère,.

### Géologie de surface

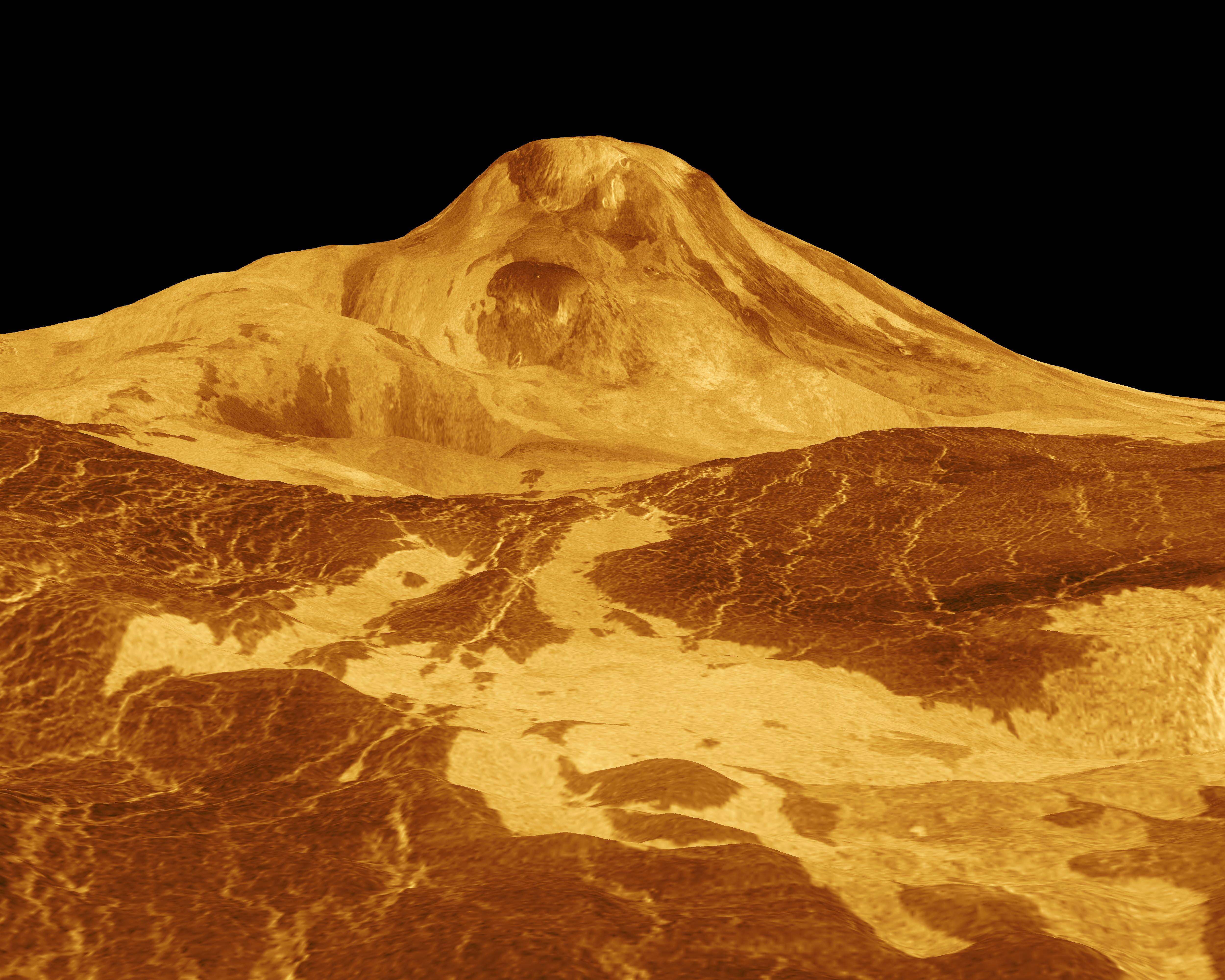
Carte radar en fausses couleurs de Maat Mons, le plus haut volcan vénusien (exagération verticale ×22.5).

Une grande partie de la surface vénusienne semble avoir été façonnée par l'activité volcanique. Vénus compte beaucoup plus de volcans que la Terre, dont 167 grands volcans de plus de 100 km de diamètre ; le seul complexe volcanique terrestre ayant au moins ce diamètre est la grande île d'Hawaï. Ceci n'est pas la conséquence d'une plus grande activité volcanique sur Vénus, mais surtout de l'ancienneté de sa croûte. La croûte océanique, sur Terre, est continuellement recyclée par subduction aux limites des plaques tectoniques et a une moyenne d'âge d'environ 100 millions d'années tandis que la surface vénusienne est estimée à 300–600 millions d'années.
Plusieurs éléments indiquent une activité volcanique en cours sur Vénus. Les concentrations de dioxyde de soufre dans l'atmosphère ont diminué d'un facteur dix entre 1978 et 1986, puis ont bondi en 2006, avant à nouveau de diminuer d'un facteur dix entre 2006 et 2012. Cela peut signifier que les niveaux avaient augmenté à la suite de grandes éruptions volcaniques,. Il reste ainsi sur Vénus un volcanisme résiduel, entraînant parfois la présence de lave en fusion au sol. Il est également suggéré que la foudre vénusienne pourrait provenir de l'activité volcanique, et donc être de la foudre volcanique. En janvier 2020, des astronomes rapportent des preuves suggérant que Vénus était actuellement volcaniquement active,.

Vénus en 1975 vue par Venera 9.

En 2008 et 2009, la première preuve directe d'un volcanisme en cours est observée par Venus Express, sous la forme de quatre points chauds infrarouges localisés dans la zone de rift Ganis Chasma, près du volcan bouclier Maat Mons culminant à 8 km. Trois des taches ont été observées lors de plusieurs orbites successives. Les géologues pensent ainsi que ces taches représentent de la lave fraîchement libérée par des éruptions volcaniques,. Les températures réelles ne sont pas connues, car la taille des points chauds n'a pas pu être mesurée, mais devait être contenue dans un intervalle de 800 K (527 °C) à 1 100 K (827 °C) tandis que la température normale est évaluée à 740 K (467 °C).

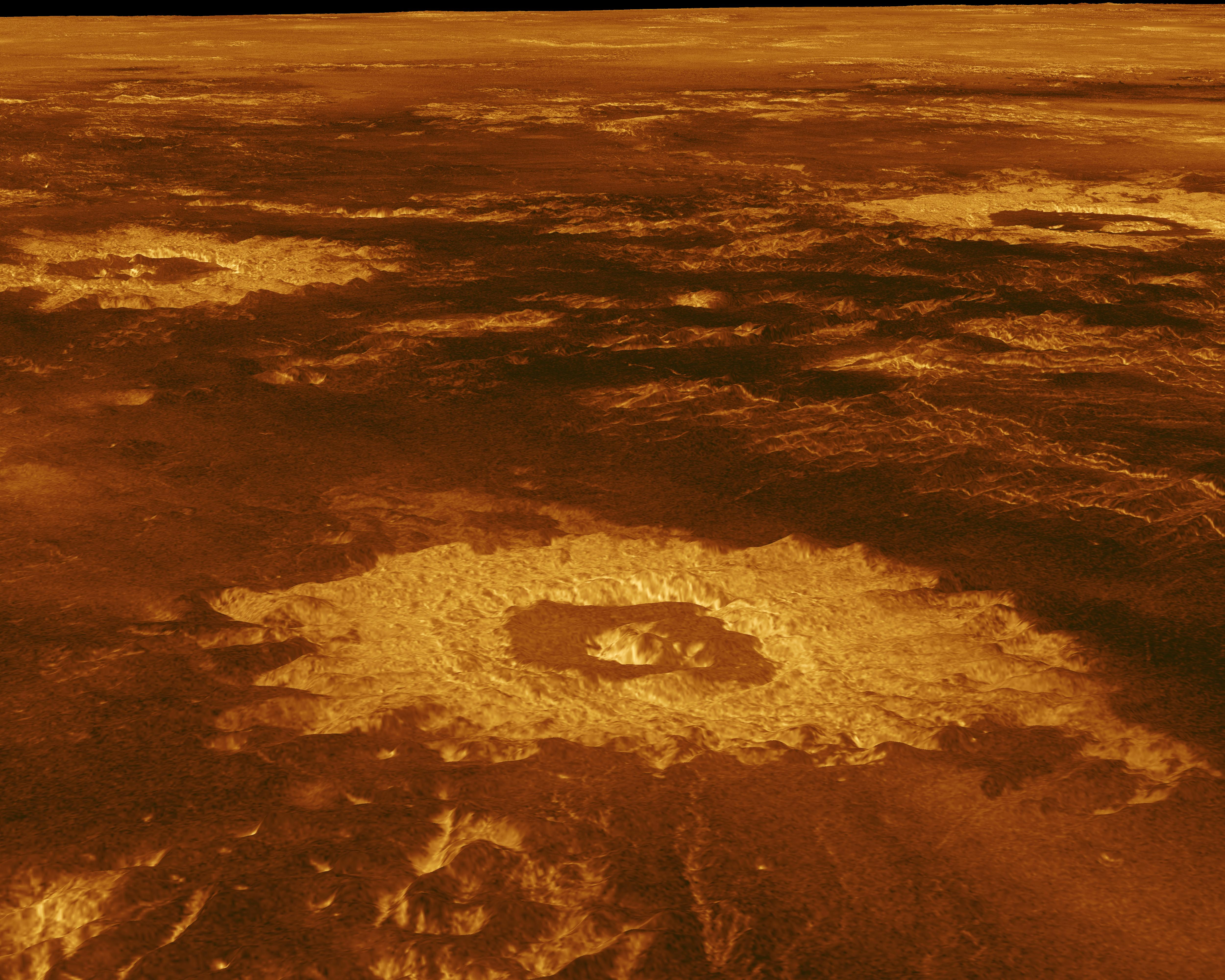
Cratères d'impact sur Vénus, dont au premier plan le cratère Saskia (image en fausses couleurs).

D'autres Montes sont remarquables, avec par exemple le volcan bouclier Gula Mons atteignant une altitude de 3 000 m dans l'ouest d'Eistla Regio ou encore Theia Mons et Rhea Mons dans la Beta Regio. Séparés de 800 km, ces deux derniers ont été formés par le panache du manteau lors de l'apparition de Devana Chasma.
Les sondes soviétiques Venera 15 et Venera 16 ont répertorié des cratères d'impact à la surface de Vénus. Il en existe près d'un millier, ceux-ci étant répartis uniformément sur la planète. Sur d'autres corps cratérisés, comme la Terre et la Lune, les cratères montrent une gamme d'états de dégradation. Sur la Lune la dégradation est causée par des impacts ultérieurs, tandis que sur Terre elle est causée par l'érosion éolienne et pluviale. Cependant, sur Vénus, environ 85 % des cratères sont en parfait état. Le nombre de cratères, ainsi que leur état préservé, indique que la planète a subi un événement de resurfaçage global (c'est-à-dire le renouvellement quasi complet de sa surface) il y a environ 300 à 600 millions d'années, suivi d'une décroissance du volcanisme. Aussi, alors que la croûte terrestre est en mouvement continu, Vénus serait incapable de soutenir un tel processus. Sans tectonique des plaques pour dissiper la chaleur de son manteau, Vénus subit plutôt un processus cyclique dans lequel les températures du manteau augmentent jusqu'à atteindre un niveau critique qui affaiblit la croûte. Puis, sur une période d'environ 100 millions d'années, la subduction se produit à grande échelle, recyclant complètement la croûte.
Les cratères vénusiens ont un diamètre pouvant aller de 3 à 280 km. Aucun cratère n'est plus petit que 3 km, en raison de l'atmosphère dense de la planète : les objets n'ayant pas suffisamment d'énergie cinétique sont tellement ralentis par l'atmosphère qu'ils ne créent pas de cratère d'impact. Ainsi les projectiles entrants ayant un diamètre inférieur à 50 mètres se fragmenteront avant d'atteindre le sol.

### Structure interne

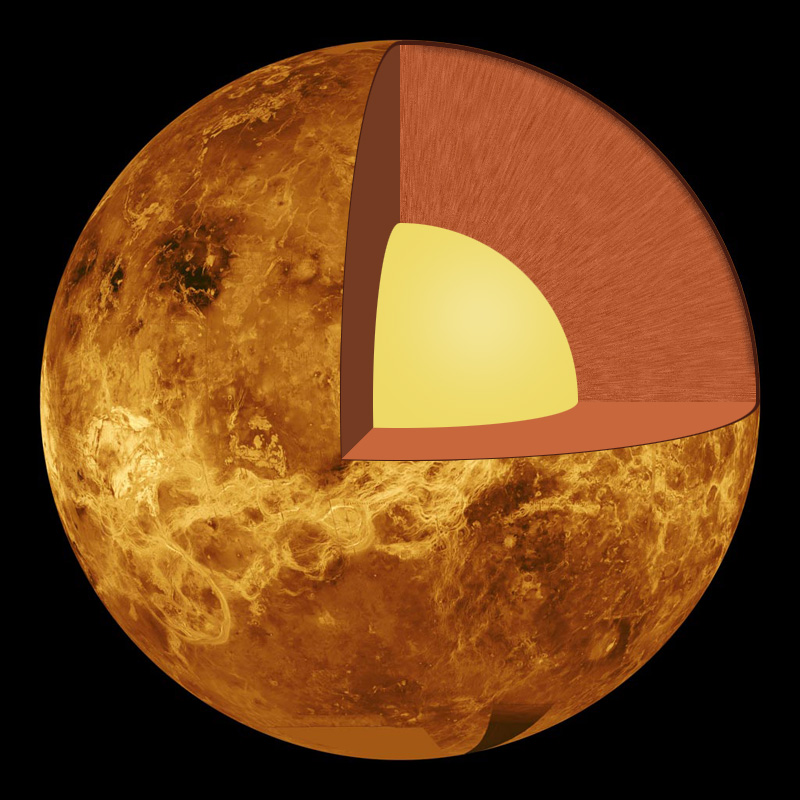
Vénus présente une structure interne semblable à celle de la Terre : croûte, manteau et noyau.

Sans données sismiques, peu d'informations directes sont disponibles sur la structure interne et la géochimie de Vénus. Sur la base de quinze années d'observation en ondes radio, il est toutefois estimé en 2021 que son moment d'inertie normalisé vaudrait 0,337 ± 0,024. Vénus ressemblant à la Terre par sa taille (6 051 km de rayon contre 6 378 km pour la Terre) et par sa densité (5,26 contre 5,52), plusieurs auteurs supposent cependant que les deux planètes ont une structure interne comparable : un noyau, un manteau et une croûte,,,.

#### Croûte
La croûte silicatée, d'une épaisseur supposée allant de 20 à 50 km environ, serait plus épaisse que la croûte océanique terrestre (moyenne de 6 km) et dans l'ordre de grandeur de la croûte continentale terrestre (moyenne de 30 km). La taille de la croûte vénusienne a été déduite des nombreux épanchements de lave constatés autour des cratères d'impact. Cette croûte ne représenterait que 0,34 % du rayon de la planète et les analyses faites par les différentes sondes Venera ont prouvé que le matériau extérieur de Vénus est semblable au granite et au basalte terrestre (roches riches en silice et ferromagnésiennes). Le système de plaques continentales y serait moins complexe que sur Terre : les roches plus plastiques absorbent fortement les effets de la dérive des continents. Ainsi, Vénus n'a pas de plaques tectoniques comme celles de la Terre.
Cette différence fondamentale entre la géologie des deux planètes telluriques les plus ressemblantes peut être attribuée à leur évolution climatique divergente. En effet, le climat vénusien empêche l'eau de se conserver à la surface, desséchant irréversiblement les roches de la croûte. Or, l'eau interstitielle des roches joue un grand rôle dans la subduction sur Terre où elle est conservée dans ses océans. Les roches terrestres contiennent toutes un minimum d'eau résiduelle, ce qui n'est pas le cas dans les conditions du climat à hautes températures de Vénus.

#### Manteau
Vénus possède un manteau rocheux composé essentiellement de silicates et d'oxydes de métaux, dont l'épaisseur, encore incertaine, est estimée entre 28 % et 52 % du rayon planétaire. Ce manteau pourrait comporter encore aujourd'hui (comme la Terre pendant 2 ou 3 Ga) un océan magmatique, d'une épaisseur de 200 à 400 km.
Un calcul de la réponse viscoélastique de l'intérieur de Vénus aux marées gravitationnelles et au frottement de l'atmosphère mène à la conclusion que la viscosité actuelle du manteau inférieur doit être comprise entre 2 × 1020 et 6 × 1021 Pa s, donc inférieure d'un ordre de grandeur à celle du manteau inférieur terrestre. En l'absence de processus de dissipation supplémentaire, le frottement visqueux ne peut pas avoir ralenti la rotation de Vénus jusqu'à son état actuel à partir d'une période de rotation initiale inférieure à un jour.

#### Noyau
Comme celui de la Terre, le noyau vénusien est au moins partiellement liquide car les deux planètes se sont refroidies à peu près au même rythme. La taille légèrement plus petite de Vénus signifie que les pressions sont inférieures d'environ 24 % dans son noyau par rapport à celles régnant dans le noyau terrestre. La principale différence entre les deux planètes est le manque de preuves d'une tectonique des plaques sur Vénus, peut-être parce que sa croûte est trop dure pour qu'il y ait une subduction sans eau pour la rendre moins visqueuse. Il en résulte que la perte de chaleur est réduite sur la planète, l'empêchant de se refroidir. Cela fournit une explication à son absence de champ magnétique interne. À la place, Vénus pourrait surtout réduire sa chaleur interne lors d'événements de resurfaçage majeurs.
Le noyau de Vénus serait constitué de deux parties : un noyau externe constitué de fer et de nickel liquides qui représenterait environ 30 % du rayon de la planète ; un noyau interne composé de fer et de nickel solides qui représenterait environ 17 % du rayon de Vénus. Mais cela reste spéculatif car, contrairement à la Terre, il n'y a pas eu de mesures sismiques. Il n'est pas impossible que le noyau de Vénus soit entièrement liquide ou entièrement solide.

### Champ magnétique

Interaction de Vénus avec le vent solaire créant une magnétosphère induite.

En 1967, la sonde Venera 4 découvre que le champ magnétique de Vénus est beaucoup plus faible que celui de la Terre,. Ce champ magnétique est créé par une interaction entre la ionosphère et le vent solaire plutôt que par un effet dynamo interne comme dans le noyau terrestre,. La magnétosphère presque inexistante de Vénus offre une protection négligeable de l'atmosphère contre le rayonnement cosmique.
L'absence d'un champ magnétique intrinsèque à Vénus fut une surprise au moment de cette découverte, la grande similarité de la planète avec la Terre laissant présager un effet dynamo dans son noyau. Pour qu'il y ait une dynamo, il est nécessaire qu'il y ait présence d'un liquide conducteur, d'une rotation et d'une convection. On pense que le noyau est électriquement conducteur et, bien qu'elle soit très lente, les simulations montrent que la rotation de Vénus est suffisante pour produire une dynamo,. Cela implique qu'il manque une convection dans le noyau de Vénus pour faire apparaître la dynamo.
Sur Terre, la convection se produit dans la couche externe liquide du noyau car le bas de la couche liquide est beaucoup plus élevé en température que le haut. Sur Vénus, un des événements de resurfaçage global peut avoir arrêté la tectonique des plaques et conduit à une baisse du flux de chaleur à travers la croûte. Ce plus faible gradient thermique entraînerait une augmentation de la température du manteau, réduisant ainsi le flux de chaleur hors du noyau. En conséquence, aucune convection n'est réalisée pour entraîner un champ magnétique. Au lieu de cela, la chaleur du noyau est utilisée pour réchauffer la croûte.
D'autres hypothèses seraient que Vénus n'ait pas de noyau interne solide, limitant grandement la séparation des divers constituants et impuretés, et de là les mouvements internes du fluide métallique du noyau qui génèrent le champ magnétique, ou que son noyau ne se refroidisse pas, de sorte que toute la partie liquide du noyau est à peu près à la même température, empêchant une nouvelle fois toute convection. Une autre possibilité est que son noyau s'est déjà complètement solidifié. L'état du noyau dépend fortement de sa concentration de soufre, qui est actuellement inconnue et empêche donc de lever les incertitudes. Malgré son faible champ magnétique, des aurores auraient été observées,.
La faible magnétosphère autour de Vénus signifie que le vent solaire interagit directement avec les couches supérieures de son atmosphère. À cet endroit, des ions hydrogène et oxygène sont créés par la dissociation de molécules neutres par le rayonnement ultraviolet. Le vent solaire fournit alors une énergie suffisante pour que certains de ces ions atteignent une vitesse permettant d'échapper au champ de gravité de Vénus. Ce processus d'érosion entraîne une perte constante d'ions de faible masse (hydrogène, hélium et oxygène) dans l'atmosphère, tandis que les molécules de masse plus élevée, telles que le dioxyde de carbone, sont plus susceptibles d'être retenues. L'érosion atmosphérique par le vent solaire a probablement entraîné la perte de la plupart de l'eau de Vénus au cours du premier milliard d'années après sa formation. L'érosion a également augmenté la proportion de l'isotope deutérium par rapport à l'hydrogène protium sans neutron (donc de masse inférieure et plus facilement emporté), aboutissant à un ratio de deutérium sur protium dans l'atmosphère supérieur à 100 fois à ceux trouvés dans le reste du Système solaire.

### Comparaisons
Par sa taille et sa masse, Vénus est très similaire à la Terre et a souvent été décrite comme la « sœur jumelle » de cette dernière,. Les deux planètes sont semblables par leurs aspects physiques, possédant notamment peu de cratères — signe d'une surface relativement jeune et d'une atmosphère dense — et ayant des compositions chimiques proches. Le tableau suivant récapitule d'autres propriétés physiques relativement proches par rapport à la Terre :
| Propriétés physiques             | Vénus             | Terre             | Rapport Vénus/Terre |
| -------------------------------- | ----------------- | ----------------- | ------------------- |
| Masse                            | 4,868 5 × 1024 kg | 5,973 6 × 1024 kg | 0,815               |
| Rayon équatorial                 | 6 051 km          | 6 378 km          | 0,948               |
| Densité moyenne                  | 5,25              | 5,51              | 0,952               |
| Demi-grand axe                   | 108 208 926 km    | 149 597 887 km    | 0,723               |
| Vitesse orbitale moyenne         | 35,02 km s−1      | 29,79 km s−1      | 1,175               |
| Pesanteur extérieure équatoriale | 8,87 m s−2        | 9,81 m s−2        | 0,906               |

Une partie des astronomes pensaient, avant l'envoi de sondes spatiales à sa surface, que Vénus pouvait être très similaire à la Terre sous ses épais nuages et peut-être même abriter la vie. Certaines études émettent l'hypothèse qu'il y a quelques milliards d'années, Vénus aurait été bien plus semblable à la Terre qu'elle ne l'est actuellement. Il y aurait ainsi eu des quantités importantes d'eau à sa surface et cette eau se serait évaporée à la suite d'un important effet de serre.
| Planète | Rayon équatorial         | Masse                            | Gravité                 | Inclinaison de l’axe |
| ------- | ------------------------ | -------------------------------- | ----------------------- | -------------------- |
| Mercure | 2 439,7 km (0,383 Terre) | 3,301 × 1023 kg (0,055 Terre)    | 3,70 m/s2 (0,378 g)     | 0,03°                |
| Vénus   | 6 051,8 km (0,95 Terre)  | 4,867 5 × 1024 kg (0,815 Terre)  | 8,87 m/s2 (0,907 g)     | 177,36°              |
| Terre   | 6 378,137 km             | 5,972 4 × 1024 kg                | 9,780 m/s2 (0,997 32 g) | 23,44°               |
| Mars    | 3 396,2 km (0,532 Terre) | 6,441 71 × 1023 kg (0,107 Terre) | 3,69 m/s2 (0,377 g)     | 25,19°               |

## Orbite et rotation

Orbite de Vénus comparée à celle de la Terre.

### Orbite
Vénus orbite autour du Soleil à une distance moyenne d'environ 108 millions de kilomètres (entre 0,718 et 0,728 au) et complète une orbite tous les 224,7 jours terrestres, soit environ 1,6 fois plus vite que la Terre. Bien que toutes les orbites planétaires soient elliptiques, l'orbite de Vénus est celle qui est la plus proche d'une orbite circulaire, avec une excentricité inférieure à 0,01,. Lorsqu'elle se situe entre la Terre et le Soleil en conjonction inférieure, Vénus est la planète se rapprochant le plus de la Terre, à une distance moyenne de 42 millions de kilomètres environ. Cependant, elle passe la majorité de son temps éloignée de la Terre. Mercure est donc en moyenne la planète la plus proche de la Terre, du fait de sa plus faible distance au Soleil,. La planète atteint en moyenne sa conjonction inférieure tous les 584 jours, ce qu'on appelle sa période synodique.

### Rotation

Position orbitale et rotation de la planète Vénus indiquée tous les 10 jours terrestres d'intervalle, de 0 à 250 jours. En conséquence de la lente rotation rétrograde de Vénus, tout point donné sur Vénus a près de 60 jours terrestres d'illumination continue et une période équivalente d'obscurité.

Toutes les planètes du Système solaire tournent autour du Soleil dans le sens antihoraire vu depuis le pôle nord de la Terre. Aussi, la plupart des planètes tournent également sur leurs axes dans le sens antihoraire/direct. Ce n'est pas le cas de Vénus (on peut également citer Uranus), qui tourne dans le sens horaire : on parlera de rotation rétrograde. Sa période de rotation est de 243 jours terrestres — la rotation la plus lente de toutes les planètes du Système solaire. Celle-ci n'est connue que depuis 1962, date à laquelle des observations radar menées par le Jet Propulsion Laboratory ont permis d'observer la surface de la planète au travers de l'épaisse atmosphère.
Un jour sidéral vénusien dure donc plus longtemps qu'une année vénusienne (243 contre 224,7 jours terrestres). Du fait de cette rotation rétrograde, un observateur à la surface de Vénus verrait le Soleil se lever à l'ouest et se coucher à l'est. En pratique, les nuages opaques de Vénus empêchent d'observer le Soleil depuis la surface de la planète.
En raison de la rotation rétrograde, la durée d'un jour solaire sur Vénus est significativement plus courte que le jour sidéral, durant 116,75 jours terrestres, alors qu'ils sont plus longs pour les planètes avec une rotation dans le sens direct. Une année vénusienne représente donc environ 1,92 jour solaire vénusien et les journées et les nuits vénusiennes s'étendent chacune sur près de deux mois terrestres : 58 j 9 h.
Parce que sa rotation est si lente, Vénus est très proche d'une sphère avec un aplatissement presque nul. Aussi, l'équateur de Vénus tourne à 6,52 km/h tandis que celui de la Terre tourne à 1 674 km/h. La rotation de Vénus a ralenti pendant les 16 ans s'étant écoulés entre les visites des véhicules spatiaux Magellan et Venus Express : le jour sidéral vénusien a augmenté de 6,5 minutes dans ce laps de temps,.

### Origine de la rotation rétrograde
Les causes de la rotation rétrograde de Vénus sont encore mal comprises et la planète s'est peut-être formée à partir de la nébuleuse solaire avec une période de rotation et une obliquité différentes de celles qu'elle connaît actuellement. L'explication la plus souvent avancée est une collision gigantesque avec un autre corps de grande taille, pendant la phase de formation des planètes du Système solaire,,.
Une autre explication met en jeu l'atmosphère vénusienne qui, du fait de sa forte densité, a pu influencer la rotation de la planète. Des travaux de Jacques Laskar et Alexandre C. M. Correia prenant en compte les effets de marée thermique atmosphérique montrent le comportement chaotique de l'obliquité et de la période de rotation de Vénus,. Vénus aurait donc pu évoluer naturellement sur plusieurs milliards d'années vers une rotation rétrograde sans avoir à faire intervenir de collision avec un corps massif. La période de rotation observée aujourd'hui pourrait ainsi être un état d'équilibre entre un verrouillage par effet de marée dû à la gravitation du Soleil, qui a tendance à ralentir la rotation, et une marée atmosphérique créée par le chauffage solaire de l'atmosphère vénusienne épaisse qui l’accélérerait,. Il n'est cependant pas possible de savoir si l'obliquité de Vénus est passée brusquement de 0° à 180° au cours de son histoire ou si sa vitesse de rotation s'est ralentie jusqu'à une vitesse nulle pour ensuite devenir négative. Les deux scénarios sont possibles et aboutissent au même état d'équilibre actuel.

### L'hypothétique synchronisation Terre-Vénus
Vénus est quasiment en rotation synchrone avec la Terre, de sorte que toutes les fois où Vénus est en conjonction inférieure, Vénus présente presque exactement la même face à la Terre. Cela est dû au fait que l'intervalle moyen de 583,92 jours terrestres entre les approches rapprochées successives de la Terre (période synodique) est presque égal à cinq jours solaires vénusiens (car 583,92/116,75 ≈ 5,0015),.
Ainsi, il a été discuté d'une hypothétique synchronisation Terre-Vénus. Cependant, ce ratio n'est pas exactement égal à 5, tandis que le verrouillage gravitationnel de la Lune sur la Terre (1:1) ou de celui de la rotation de Mercure sur sa révolution (3:2) sont exacts et stabilisés. Aussi, les forces de marée impliquées dans la synchronisation Vénus-Terre sont extrêmement faibles. L'hypothèse d'une résonance spin-orbite avec la Terre a donc été écartée, la synchronisation observée pouvant être une coïncidence uniquement observable à notre époque astronomique.

### Absence de satellites

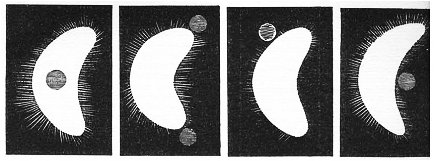
Dessins de Fontana montrant les illusions aperçues autour de Vénus.

Vénus ne possède pas de satellites naturels. Elle possède cependant plusieurs astéroïdes troyens : le quasi-satellite 2002 VE68 avec une orbite en fer à cheval,, et deux troyens temporaires, 2001 CK32 et 2012 XE133.
En 1645, Francesco Fontana puis Giovanni Cassini rapportent la présence d'une lune en orbite autour de Vénus, qui est ensuite nommée Neith,. De nombreuses observations sont rapportées au cours des deux siècles suivants, dont d'astronomes réputés tels que Joseph-Louis Lagrange en 1761, et Johann Heinrich Lambert calcule son orbite en 1773. Cependant, la plupart de ces observations sont ensuite correctement attribuées à des étoiles voisines ou à des illusions d'optique à la fin du XIXe siècle et la quête de Neith s'arrête,.
Une étude de modélisation réalisée en 2006 au California Institute of Technology par Alex Alemi et David Stevenson sur l'origine du Système solaire montre que Vénus a probablement eu au moins une lune créée par un grand impact cosmique il y a plusieurs milliards d'années,. Puis, environ 10 millions d'années plus tard, selon l'étude, un autre impact aurait inversé la direction de rotation de la planète et a provoqué une accélération par effet de marée de la lune vénusienne vers Vénus jusqu'à ce qu'elle entre en collision avec elle. Si des impacts ultérieurs créaient des lunes, celles-ci étaient également supprimées de la même manière. Une autre explication du manque de satellites est l'effet de fortes marées solaires, qui peuvent déstabiliser les gros satellites en orbite autour des planètes terrestres intérieures, comme c'est également le cas pour Mercure,.

## Observation

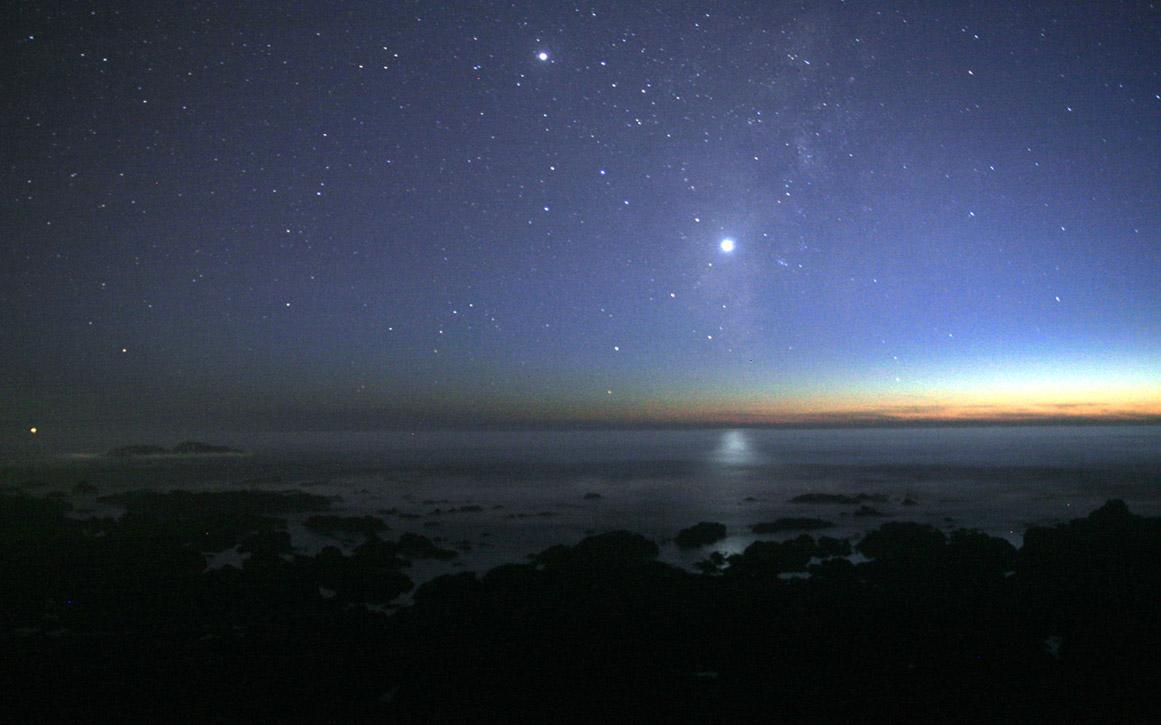
Vénus est toujours plus brillante que les autres planètes et étoiles (sauf le Soleil) vu depuis la Terre. Jupiter est le deuxième objet le plus brillant de l'image.

À l'œil nu, Vénus est le troisième objet naturel le plus brillant du ciel (après le Soleil et la Lune),. Elle apparaît comme un point blanc brillant avec une magnitude apparente variant entre -4,6 et -3,7 (moyenne de -4,14 et écart-type de 0,31),, et un diamètre apparent compris entre 9,7 et 66 secondes d'arc. La magnitude la plus brillante se produit pendant la phase de croissant environ un mois avant ou après la conjonction inférieure. La planète est suffisamment brillante pour être vue dans un ciel clair en journée, mais est plus facilement visible lorsque le soleil est bas à l'horizon ou en train de se coucher. Du fait de sa luminosité elle est le seul objet céleste du ciel nocturne, mis à part la lune, à pouvoir projeter une ombre sur le sol terrestre,. En tant que planète inférieure de la Terre, son élongation (c'est-à-dire l'angle marqué entre la planète et le soleil dans le ciel terrestre) connaît une valeur maximale de 47°.
Vénus dépasse la Terre tous les 584 jours en ce qui concerne leur orbite autour du Soleil. Ce faisant, elle passe de « l'étoile du soir », visible après le coucher du soleil, à « l'étoile du matin », visible avant le lever du soleil. À l'inverse de Mercure, l'autre planète inférieure qui possède elle une élongation maximale de 28° et qui est souvent difficile à discerner au crépuscule, Vénus est très facilement visible, surtout lorsqu'elle est à son plus fort. Le crépuscule astronomique (moment où le soleil est suffisamment sous l'horizon pour qu'il y ait un ciel totalement sombre) étant d'environ 18°, elle peut atteindre jusqu'à un angle de 47-18 = 29° dans un ciel noir et rester visible jusqu'à plusieurs heures après le coucher du soleil.
Ces caractéristiques ont contribué à son surnom dans la culture populaire occidentale d’« étoile du berger » (bien que le terme « étoile » soit impropre puisqu'il s'agit d'une planète) car elle peut être facilement visible dans le ciel, ce qui historiquement permettait de guider les gardiens de troupeaux pour aller aux pâturages ou en revenir. En tant qu'objet ponctuel le plus brillant du ciel, Vénus est également communément prise pour un objet volant non identifié,,.

### Phases

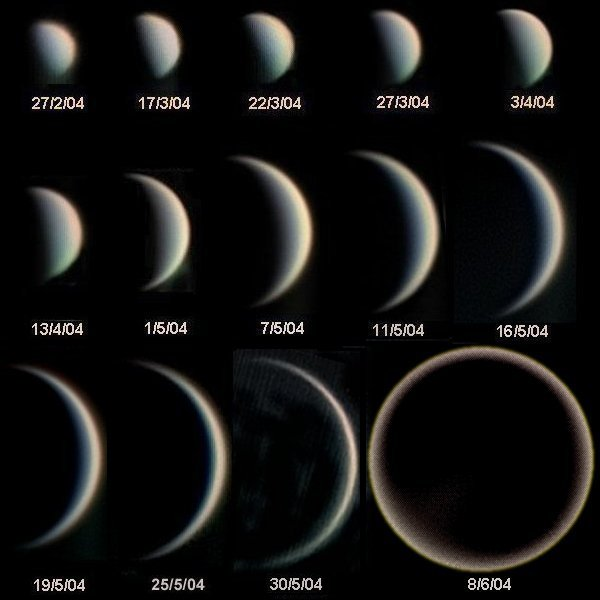
Les phases de Vénus et l'évolution de son diamètre apparent au cours de son orbite.

Au cours de son orbite autour du Soleil, Vénus affiche des phases comme celles de la Lune lorsque vue au télescope. La planète apparaît comme un petit disque dit « plein » lorsqu'elle est située de l'autre côté du Soleil par rapport à la Terre (à une conjonction supérieure). Vénus montre un disque plus grand et une « phase quart » à ses allongements maximaux par rapport au Soleil, et apparaît alors à son plus brillant dans le ciel nocturne. La planète présente un croissant mince beaucoup plus grand en vue télescopique lorsqu'elle passe le long du côté proche entre la Terre et le Soleil. Enfin, Vénus affiche sa plus grande taille et sa « nouvelle phase » lorsqu'elle se situe entre la Terre et le Soleil (à conjonction inférieure). Son atmosphère est visible au télescope du fait du halo de lumière solaire réfractée autour d'elle.
Leur observation a été faite pour la première fois au début du XVIIe siècle par Galilée à l'aide de sa lunette astronomique. Elles ont été un argument utilisé par ce dernier pour se rallier à la théorie héliocentrique de Copernic.

### Transit de Vénus

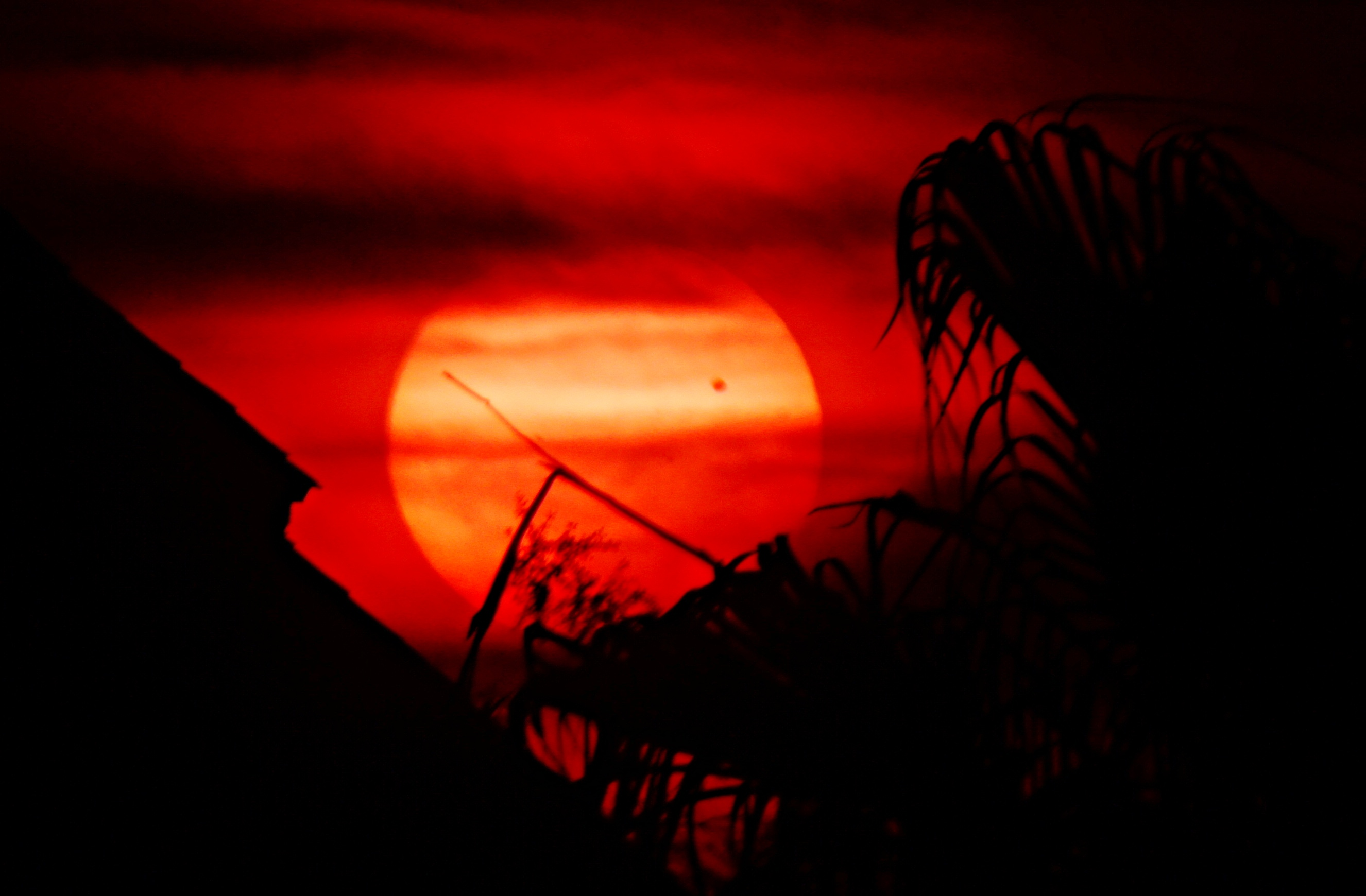
Transit de Vénus de 2012, observable au coucher de soleil à Tiki Island, États-Unis.

On appelle « transit de Vénus » le passage de la planète Vénus entre la Terre et le Soleil, où l'ombre de Vénus apparaît devant le disque solaire. L'orbite vénusienne étant légèrement inclinée par rapport à l'orbite terrestre, lorsque la planète passe entre la Terre et le Soleil elle ne traverse généralement pas la face du Soleil. Ainsi, les transits de Vénus se produisent alors lorsque la conjonction inférieure la planète coïncide avec sa présence dans le plan de l'orbite terrestre, plus précisément quand elles croisent la ligne d'intersection de leurs plans orbitaux. Cet événement est rare à l'échelle de temps humaine du fait des critères nécessaires à cette observation : les transits de Vénus se produisent par cycles de 243 ans, le schéma actuel étant des paires de transit séparées de huit ans et se produisant à des intervalles d'environ 105,5 ans ou 121,5 ans. Ce modèle fut découvert pour la première fois en 1639 par l'astronome anglais Jeremiah Horrocks.

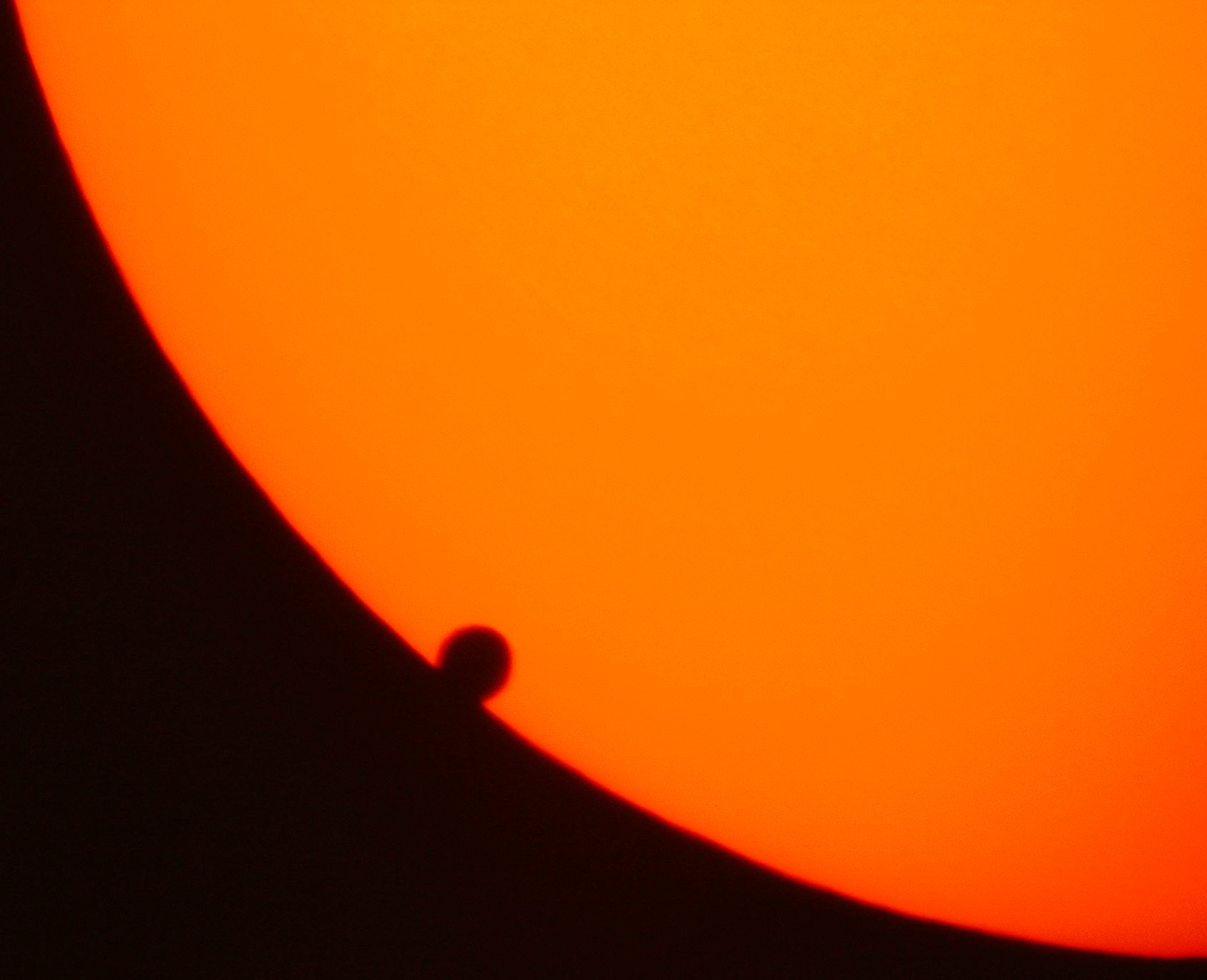
Phénomène de la goutte noire mis en évidence lors du transit de 2004.

Au cours du transit de Vénus, il apparaît un effet d'optique appelé « phénomène de la goutte noire ». Lors du deuxième contact et juste avant le troisième contact, une petite larme noire semble connecter le disque de la planète avec la frontière du limbe solaire, rendant difficile de dater précisément les contacts.
Historiquement, l'observation des transits de Vénus est importante car ils permettaient aux astronomes de déterminer la valeur de la distance Terre-Soleil (l'unité astronomique) par la méthode de la parallaxe, comme l'a fait Horroks en premier lors du transit de 1639. Le XVIIIe siècle a ainsi vu de grandes expéditions de la part des astronomes européens pour mesurer les deux transits de 1761 et 1769,, auxquels le nom de l'astronome français Guillaume Le Gentil est resté attaché en raison de la malchance qui l'empêcha d'effectuer les observations auxquelles il avait consacré des années de préparation,. Aussi, l'exploration du capitaine Cook de la côte est de l'Australie intervient après qu'il a navigué jusqu'à Tahiti en 1768 pour observer le transit de Vénus de 1769,.
La paire de transits suivante s'est produite en décembre 1874 et décembre 1882. Le transit de 1874 fait l'objet de la plus ancienne expérimentation de chronophotographie connue afin d'en mesurer la durée précise, le Passage de Vénus par l'astronome français Jules Janssen,,.
La dernière paire de transits s'est produite les 8 juin 2004 et 5-6 juin 2012. Le transit pouvait à cette occasion être regardé en direct sur Internet à partir de nombreux streaming ou observé localement avec le bon équipement et les bonnes conditions,. Le prochain transit aura lieu le 11 décembre 2117,.

### Apparitions en journée
Des observations à l'œil nu de Vénus en journée sont notées dans plusieurs anecdotes et enregistrements.
L'astronome Edmond Halley calcule sa luminosité maximale à l'œil nu en 1716, lorsque de nombreux Londoniens sont alarmés par son apparition en plein jour. L'empereur français Napoléon Bonaparte est témoin d'une apparition diurne de la planète lors d'une réception au Luxembourg. Une autre observation historique diurne célèbre de la planète a lieu lors de la cérémonie d'investiture du second mandat du président américain Abraham Lincoln à Washington, DC, le 4 mars 1865,,. Pendant la Seconde Guerre mondiale, le navire de guerre américain USS Langley (CV-1) tire vers le ciel le 12 décembre 1941 (cinq jours après l'attaque de Pearl Harbor) pour tenter d'abattre Vénus, la prenant pour un avion ennemi,,,.
Bien que la visibilité à l'œil nu des phases de Vénus soit contestée, il existe des enregistrements d'observations de son croissant.

### Pentagramme de Vénus

Le pentagramme de Vénus. La Terre est positionnée au centre du diagramme et la courbe représente l'orbite de Vénus en fonction du temps.

Le pentagramme de Vénus est le chemin que Vénus trace comme observé depuis la Terre. Il résulte du fait que les conjonctions inférieures successives de Vénus se répètent très près d'un rapport de 13:8 (la Terre faisant 8 révolutions quand Vénus en fait 13), donnant ainsi un angle constant de 144° sur les conjonctions inférieures séquentielles, c'est-à-dire à chaque période synodique,. Ce rapport est une approximation : en réalité 8/13 vaut 0,615 38 tandis que Vénus orbite autour du Soleil en 0,615 19 année terrestre. Comme il faut 5 périodes synodiques de Vénus pour former le pentagramme, cela se produit toutes les 8 années terrestres.

### Lumière cendrée
Un mystère de longue date des observations de Vénus est sa lumière cendrée. Il s'agit d'un phénomène lumineux évanescent qui se présenterait sous la forme d'une lueur diffuse à peine discernable éclairant la partie sombre du disque de Vénus lorsque la planète est en phase de croissant,. La première observation revendiquée de la lumière cendrée est faite en 1643, mais l'existence de l'illumination n'a jamais été confirmée de manière fiable. Les observateurs émettent l'hypothèse que cela pourrait résulter d'une activité électrique dans l'atmosphère vénusienne, mais cela pourrait également être une illusion d'optique résultant de l'effet physiologique de l'observation d'un objet brillant en forme de croissant,.

## Histoire de son observation

### Avant les télescopes

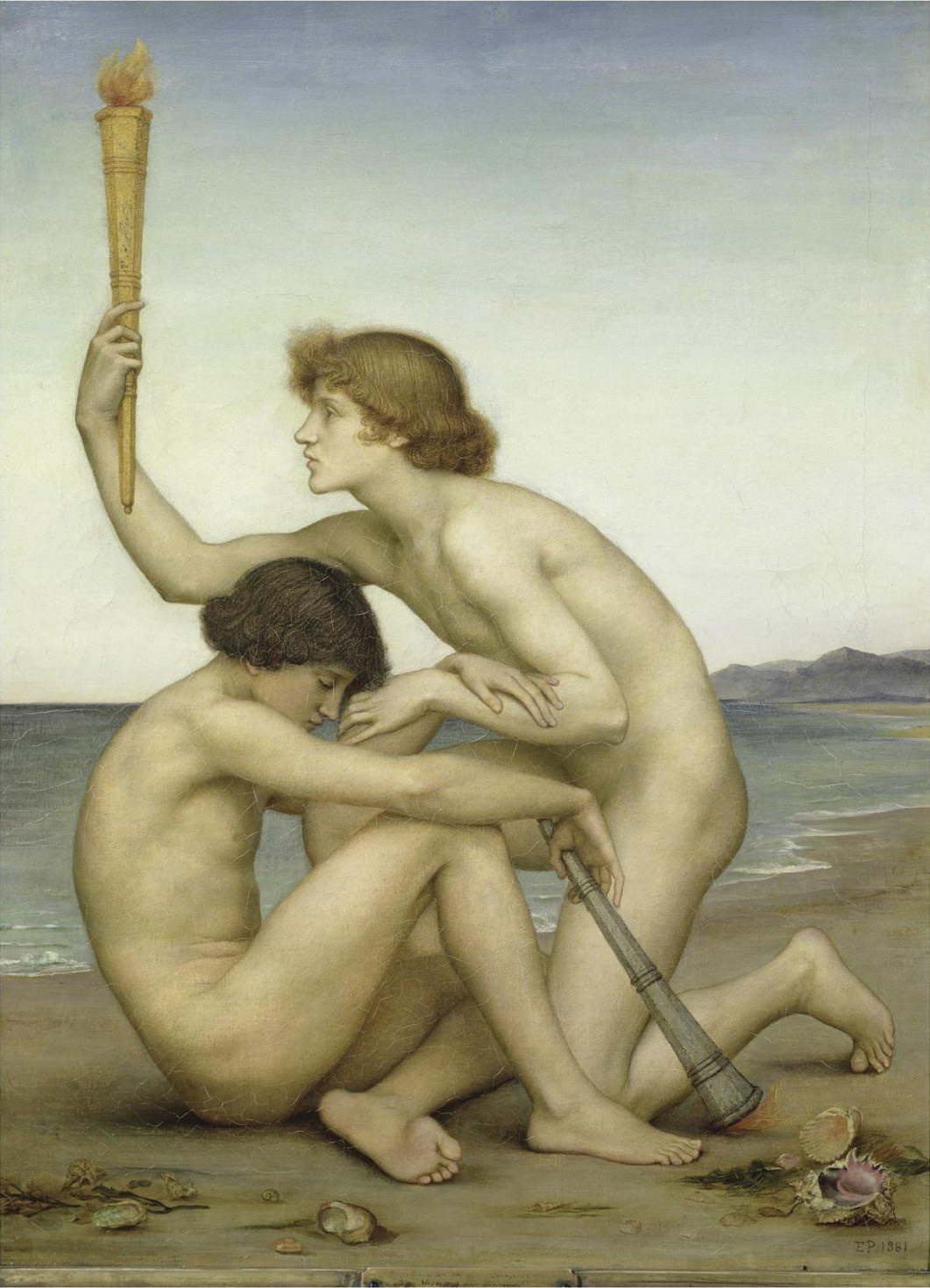
Phosphoros et Hespéros par Evelyn De Morgan. Phosphoros symbolise le matin avec la torche levée tandis qu'Hespéros symbolise le soir avec la torche baissée.

Vénus étant le troisième astre du ciel en termes de magnitude apparente, après le Soleil et la Lune, elle a attiré l'attention des premiers astronomes. Aussi, Vénus est la première planète à avoir ses mouvements tracés dans le ciel, dès le IIe millénaire av. J.-C. Cependant, parce que les mouvements de la planète semblent être discontinus (elle peut disparaître du ciel pendant plusieurs jours en raison de sa proximité avec le soleil) et qu'elle apparaît tantôt le matin (Astre du matin) et tantôt le soir (Astre du soir), de nombreuses cultures et civilisations ont d'abord pensé que Vénus correspondait à deux astres différents. Ainsi, pour les anciens Égyptiens, l'étoile du matin était appelée Tioumoutiri et l'étoile du soir Ouaiti. De même, les Chinois ont historiquement appelé la Vénus du matin « la Grande Blanche » (Tài-bái 太白) ou « l'Ouvreuse de la Luminosité » (Qǐ-míng 啟明), et la Vénus du soir comme « l'Excellente Ouest » (Cháng-gēng 長庚).
Néanmoins, un sceau-cylindre de la période de Djemdet Nasr et la tablette d'Ammisaduqa de la première dynastie de Babylone indiquent que les Babyloniens semblent avoir compris assez tôt que les « étoiles du matin et du soir » étaient le même objet céleste,. Vénus est alors connue sous le nom de Ninsi'anna (« dame divine, illumination du ciel » du fait de sa brillance) et plus tard sous le nom de Dilbat. Les premières orthographes du nom sont écrites avec le signe cunéiforme si4 (= SU, signifiant « être rouge ») dont la signification première pourrait être « dame divine de la rougeur du ciel », en référence à la couleur de l'aube et du crépuscule.

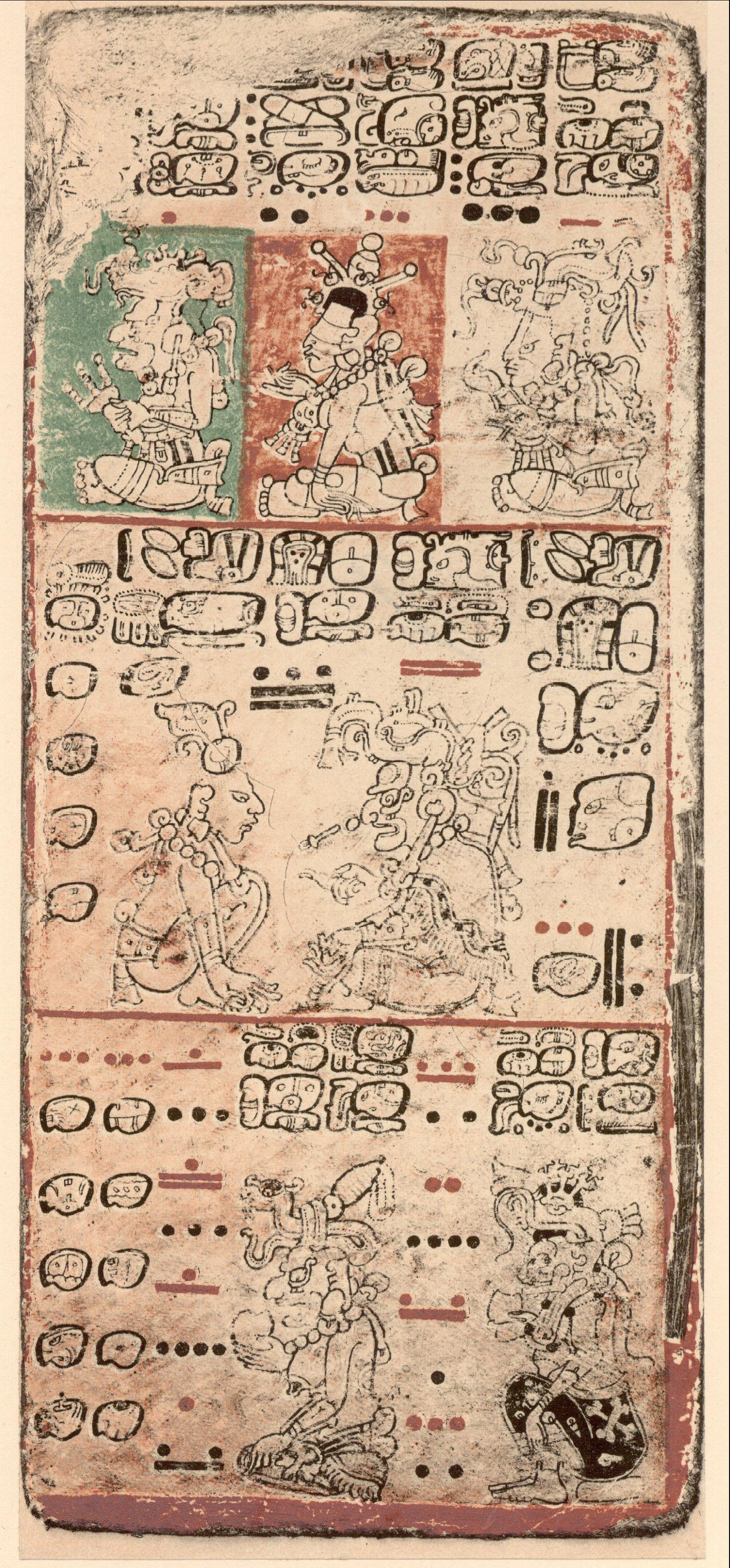
Extrait du Codex de Dresde montrant des dessins de Vénus.

Les anciens Grecs pensèrent également que Vénus était deux corps distincts, une étoile du matin et une étoile du soir. Ils les appelèrent respectivement Φωσϕόρος / Phōsphóros, « apporteur de lumière » (d'où l'élément phosphore ; alternativement Ἑωσφόρος / Heōsphóros), « aurore ») pour l'étoile du matin, et Ἕσπερος / Hésperos, « occidental », pour l'étoile du soir. Pline l'Ancien attribue la découverte qu'ils étaient un seul objet céleste à Pythagore au sixième siècle avant notre ère, tandis que Diogène Laërtius soutient que Parménide fut probablement responsable de cette redécouverte. Plus tard, bien que les anciens Romains aient reconnu Vénus comme un seul objet céleste, les deux noms grecs traditionnels ont continué à être utilisés et aussi traduits en latin par Lucifer (signifiant « porteur de lumière ») pour l'apparition du matin et Vesper pour celle du soir,,.
Au deuxième siècle de notre ère, Ptolémée émet l'hypothèse dans son traité d'astronomie Almageste que Mercure et Vénus sont situées entre le Soleil et la Terre, au sein d'un système géocentrique,.
Parallèlement, les Mayas considèrent Vénus comme le corps céleste le plus important après le Soleil et la Lune. Ils l'appellent Chac ek ou Noh Ek, signifiant « la grande étoile » et savent qu'il ne s'agit que d'un seul astre,. Les cycles de Vénus font l'objet d'un calendrier retrouvé dans le Codex de Dresde et les Mayas suivent les apparitions et conjonctions de Vénus à l'aube et au crépuscule,. Ce calendrier repose notamment sur leur observation que cinq périodes synodiques de la planète correspondent à huit années terrestres, cause du « pentagramme de Vénus ». De nombreux événements de ce cycle étaient associés au mal et les guerres ont parfois été coordonnées pour coïncider avec les phases du cycle.
Al-Khwârizmî, dit Algorismus, mathématicien, géographe et astronome d’origine perse, établit au IXe siècle des tables astronomiques basées sur l’astronomie hindoue et grecque. Il étudie ainsi la position et la visibilité de la Lune et ses éclipses, du Soleil et des cinq planètes visibles à l'œil nu. Il est le premier d'une longue série de scientifiques arabes.
Au XIe siècle, l'astronome perse Avicenne affirme avoir observé un transit de Vénus, ce qui constituera une confirmation de la théorie de Ptolémée pour les astronomes ultérieurs. Au XIIe siècle, l'astronome andalou Ibn Bajjah observe « deux planètes comme des taches noires sur la face du Soleil » et Averroès déclare que le neveu de Sa'd ibn Mu'adh avait assisté à un transit simultané de Vénus et de Mercure, annonçant avoir calculé leurs trajectoires et qu'elles étaient en conjonction à ce moment pour soutenir sa thèse, ; cette observation sera ensuite citée par Nicolas Copernic dans Des révolutions des sphères célestes. Qotb al-Din Chirazi, astronome de l'école de Maragha, considère également au XIIIe siècle ces observations comme des transits de Vénus et de Mercure.
En réalité, il n'y a pas eu de transit de Vénus du vivant d'Ibn Bajjah, et les transits de deux planètes n'ont pas pu être simultanés comme le décrit Averroès. Aussi, si Avicenne n'a pas noté le jour où il aurait observé un transit et s'il y a bien eu un transit de son vivant (le 24 mai 1032, cinq ans avant sa mort), celui-ci ne pouvait être visible pour lui du fait de sa position géographique,.
D'une façon générale, des doutes ont été soulevés par des astronomes plus récents sur l'observation des transits par les astronomes médiévaux arabes, ceux-ci ayant été potentiellement confondus avec des taches solaires,. Ainsi, toute observation d'un transit de Vénus avant les télescopes reste spéculative.

### Recherches au télescope à partir duXVIIesiècle

La découverte par Galilée que Vénus montre des phases (bien qu'elle reste près du Soleil dans le ciel terrestre) prouve qu'elle orbite autour du Soleil et non de la Terre.

Le physicien italien Galilée invente la lunette astronomique en 1609. En mai 1610, il l'utilise pour observer Vénus et constate que la planète présente des phases, comme la Lune,. Il note qu'elle montre une phase semi-éclairée lorsqu'elle est au plus fort de son élongation et qu'elle apparaît comme un croissant ou une phase complète lorsqu'elle est au plus proche du Soleil dans le ciel. Galilée en déduit que Vénus est en orbite autour du Soleil, ce qui est l'une des premières observations contredisant clairement le modèle géocentrique de Claude Ptolémée selon lequel le Système solaire serait concentrique et centré sur la Terre,.
Le transit de Vénus de 1639 est prédit avec précision par Jeremiah Horrocks puis observé par lui et son ami, William Crabtree, dans leurs maisons respectives, le 4 décembre 1639 (soit le 24 novembre selon le calendrier julien utilisé à cette époque),,. Si l'on considère les observations des astronomes arabes comme contestées, il s'agit donc des premiers Hommes à avoir observé un transit de Vénus,.
En 1645, une première observation d'un supposé satellite de Vénus est faite par Francesco Fontana, ultérieurement dénommé Neith,. D'autres observations seront faites pendant les deux siècles suivants (dont celles de Giovanni Cassini ou de Joseph-Louis Lagrange), mais l'existence de Neith est finalement réfutée à la fin du XIXe siècle et les observations attribuées à des erreurs ou des illusions d'optique.

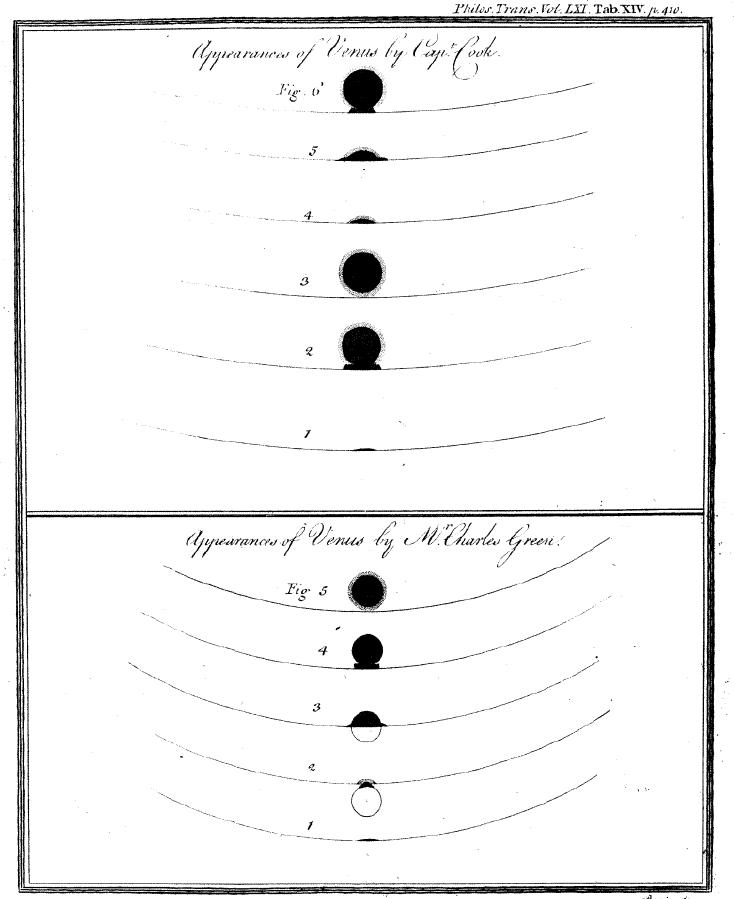
Le phénomène de la goutte noire tel que mis en évidence par James Cook lors du transit de Vénus de 1769.

Vers 1666, Cassini estime à un peu plus de 23 heures la période de rotation de Vénus, sans parvenir à identifier s'il s'agit vraiment d'une rotation ou bien d'une libration,,. Cette erreur par rapport à la valeur réelle maintenant connue est notamment due aux marques de mouvement sur la surface de la planète créées par son atmosphère dense, dont l'existence n'était alors pas connue.
Vers 1726, Francesco Bianchini observe, ou croit observer, grâce à une lunette particulièrement puissante des taches sur la surface de la planète indiquant des étendues similaires aux mers lunaires. Il réalise ainsi le premier planisphère de Vénus.
Pour les transits de Vénus de 1761 et de 1769, de grandes expéditions sont organisées à travers le monde afin de réaliser des observations permettant de mesurer l'unité astronomique (au) à l'aide de la méthode de la parallaxe,. Des noms telles que ceux de James Cook et de Guillaume Le Gentil restent associés à ces expéditions. Cependant, les résultats de la mesure de l'au réalisés en 1771 par Jérôme de Lalande sont décevants en raison de la mauvaise qualité des observations.
L'atmosphère de Vénus est également découverte en 1761 par le polymathe russe Mikhail Lomonosov, puis observée en 1792 par l'astronome allemand Johann Schröter,. Schröter découvre en effet que lorsque la planète est un mince croissant, ses pointes s'étendent sur plus de 180° ; il suppose donc que cela est dû à l'effet de la dispersion de la lumière du soleil dans une atmosphère dense. Plus tard, l'astronome américain Chester Lyman observe un anneau complet autour de la planète alors qu'elle est en conjonction inférieure, fournissant des preuves supplémentaires d'une atmosphère.
De nouvelles expéditions sont organisées pour les transits de 1874 et de 1882, aboutissant à de meilleures approximation de l'UA, d'études de l'atmosphère vénusienne et de la plus ancienne expérimentation de film connue : le Passage de Vénus par l'astronome français Jules Janssen,.
L'atmosphère, qui avait auparavant compliqué les efforts pour déterminer une période de rotation d'observateurs tels que Cassini et Schröter, est prise en compte en 1890 par Giovanni Schiaparelli et d'autres qui optent alors pour une période de rotation de 225 jours environ, ce qui aurait alors correspondu à une rotation synchrone avec le Soleil.

### Utilisation de nouveaux outils à partir duXXesiècle

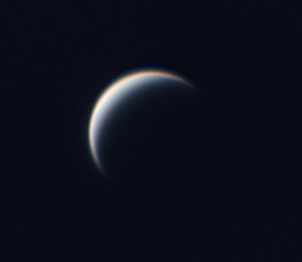
Vue de Vénus depuis la surface de la Terre avec un télescope de Cassegrain de 250 mm (2007).

Peu de choses ont été découvertes sur la planète jusqu'au XXe siècle. Son disque presque sans relief ne donnant aucune indication sur sa surface du fait de l'épaisse atmosphère, ce n'est qu'avec le développement d'observations spectroscopiques, radar et ultraviolettes que plus d'informations ont été obtenues.
Les observations spectroscopiques des années 1900 ont donné les premiers indices plus précis sur la rotation vénusienne. Vesto Slipher essaie de mesurer le décalage Doppler de la lumière de Vénus, mais constate qu'il ne peut détecter aucune rotation. Il en déduit que la planète doit avoir une période de rotation beaucoup plus longue qu'on ne le pensait auparavant.
Les premières observations ultraviolettes sont effectuées dans les années 1920, lorsque Frank E. Ross constate que les photographies ultraviolettes révèlent des détails absents dans le rayonnement visible et infrarouge. Il suggère que cela est dû à une atmosphère inférieure dense et jaune avec de hauts nuages de cirrus.
Des travaux ultérieurs dans les années 1950 montrent que la rotation est rétrograde. Aussi, des observations radar de Vénus sont effectuées pour la première fois dans les années 1960 et fournissent les premières mesures de la période de rotation, qui sont alors déjà proches de la valeur exacte connue soixante ans plus tard. C'est aussi l'observation radio qui indique en 1958, soit bien avant l'atterrissage de la sonde Venera 7 en 1970, que la température du sol de la planète est de l'ordre de 500 °C.
Dans les années 1970, les observations radar révèlent pour la première fois des détails de la surface vénusienne. Des impulsions d'ondes radio sont diffusées sur la planète en utilisant le radio-télescope de 300 mètres à l'Observatoire Arecibo et les échos révèlent deux régions hautement réfléchissantes, désignées Alpha Regio et Beta Regio. Les observations révèlent également une région brillante attribuée à une montagne, qui est appelée Maxwell Montes. Ces trois caractéristiques sont désormais les seules sur Vénus à ne pas avoir de prénom féminin car nommées avant la normalisation de l'Union astronomique internationale.

## Exploration

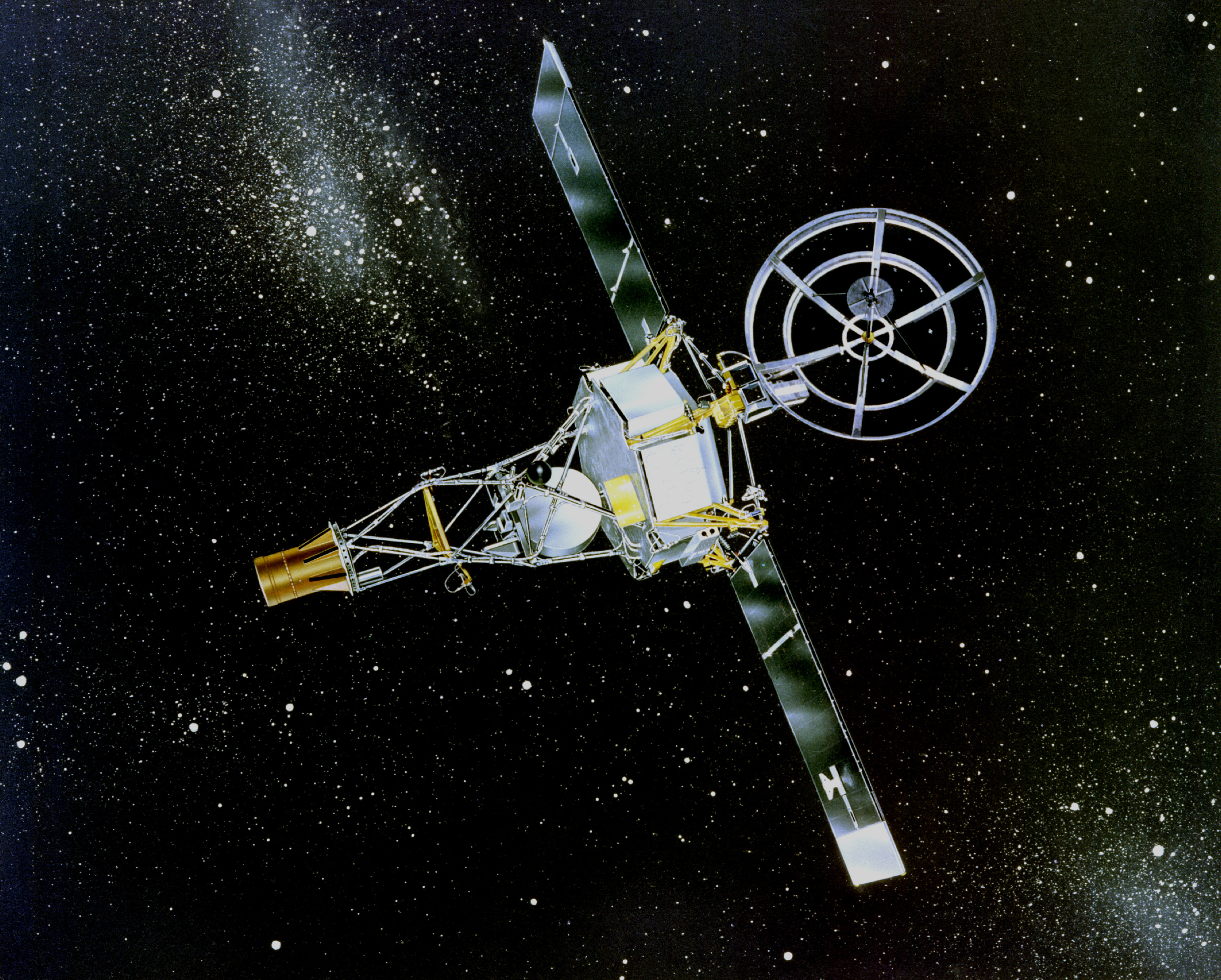
Vue d'artiste de Mariner 2 (1962), première mission interplanétaire réussie de l'histoire.

L'exploration de Vénus à l'aide de sondes spatiales commence au début des années 1960, peu après l'envoi du premier satellite artificiel en orbite, Spoutnik 1. Une vingtaine d'entre elles ont depuis visité la planète, que ce soit pour de simples survols, pour des séjours plus longs en orbite autour de Vénus, ou encore pour larguer des modules d'observation dans l'atmosphère et à la surface de Vénus. Jusque dans les années 2000, l'exploration de cette planète était uniquement réalisée par l'Union soviétique et les États-Unis.
La première mission d'envoi de sonde spatiale sur Vénus, et d'une façon générale sur une autre planète que la Terre, commence avec le programme soviétique Venera (« Vénus » en français) en 1961. Cependant, ce sont les États-Unis qui connaissent le premier succès avec la mission Mariner 2 le 14 décembre 1962, devenant la première mission interplanétaire réussie de l'histoire, passant à 34,833 km au-dessus de la surface de Vénus et collectant des données sur l'atmosphère de la planète et sa température de surface évaluée à près de 700 K (427 °C),. La sonde ne détecte pas de champ magnétique au voisinage de la planète et met en évidence la quasi-absence d'eau dans l'atmosphère vénusienne,. Les informations envoyées par Mariner 2 complètent les observations radar réalisées depuis le sol terrestre la même année, notamment à l'observatoire Goldstone en Californie, qui ont permis d'estimer la période de rotation de la planète, inconnue jusqu'alors.
En octobre 1967, la sonde soviétique Venera 4 entre avec succès dans l'atmosphère vénusienne et réalise des expériences. La sonde montre que la température de surface est plus chaude que ce que Mariner 2 avait calculé (près de 500 °C), détermine que l'atmosphère est composée à 95 % de dioxyde de carbone et découvre que l'atmosphère de Vénus est considérablement plus dense que ce que les concepteurs de la sonde n'avaient prévu. La sonde Venera 4 parvient à lancer une capsule vers le sol vénusien, et celle-ci transmet des données sur la composition de l'atmosphère vénusienne jusqu'à une altitude de 24 km. En parallèle, les américains lancent Mariner 5 dont les données seront analysées conjointement avec celles de Venera 4 par une équipe scientifique soviéto-américaine dans une série de colloques au cours de l'année suivante, ce qui constitue un premier exemple de coopération spatiale en pleine Guerre froide.

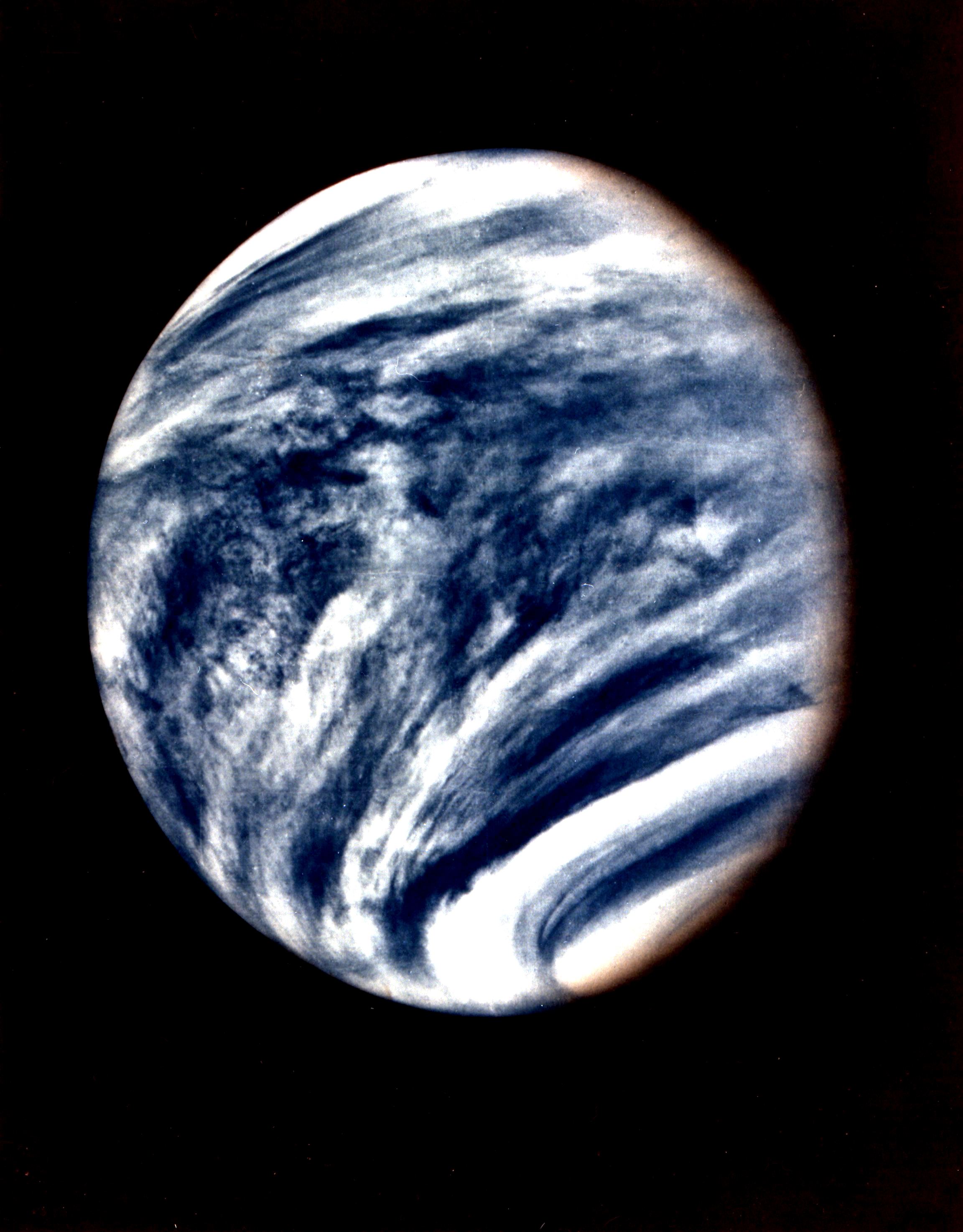
Vue globale de Vénus en lumière ultraviolette (Mariner 10, 1974).

En 1974, Mariner 10 transite par Vénus lors d'une manœuvre d'assistance gravitationnelle lui permettant de se diriger vers Mercure. La sonde prend des photographies ultraviolettes des nuages pendant le survol, révélant des vitesses de vent très élevées dans l'atmosphère vénusienne.
En 1975, les atterrisseurs soviétiques Venera 9 et 10 transmettent les premières images de la surface de Vénus, qui étaient alors en noir et blanc. Venera 9 devient alors la première sonde de l'humanité à se poser sur une autre planète que la Terre, et la première à retransmettre des clichés de sa surface. En mars 1982, les premières images couleur de la surface sont obtenues par les atterrisseurs soviétiques Venera 13 et 14, lancés à quelques jours d'intervalle.
La NASA obtient des données supplémentaires en 1978 avec le projet Pioneer Venus qui comprend deux missions distinctes : Pioneer Venus Orbiter et Pioneer Venus Multiprobe,. Le programme soviétique Venera réalise en octobre 1983, lorsque les sondes Venera 15 et 16 sont placées en orbite, une cartographie détaillée de 25 % du terrain de Vénus (du pôle nord à 30° de latitude nord).
Vénus est par la suite régulièrement survolée afin de réaliser des manœuvres d'assistance gravitationnelle, notamment par les sondes soviétiques Vega 1 et Vega 2 (1985), qui profitent de leur passage autour de la planète pour y larguer chacune un ballon atmosphérique et un atterrisseur, avant de se diriger vers la Comète de Halley. Toutefois, aucun atterrisseur ne parvient à la surface, leur parachute ayant été arraché par les vents violents de l'atmosphère vénusienne.

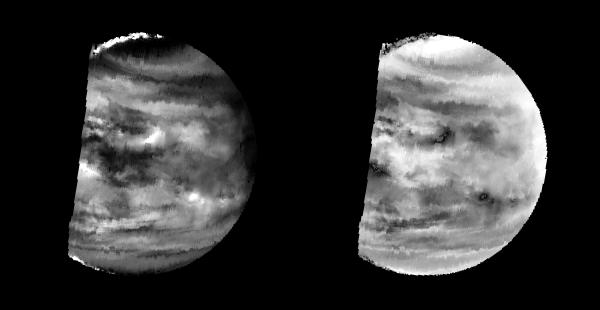
Images de Vénus prise dans le proche infrarouge par Galileo (1990).

Par la suite, Galileo (1990) effectue le même type de manœuvre avant d'aller vers Jupiter, tout comme Cassini-Huygens (1998) avant d'aller vers Saturne et MESSENGER (2006) avant d'aller vers Mercure. Lors de son survol, la sonde Galileo fait des observations en proche infrarouge.
En orbite pendant quatre ans autour de Vénus, entre 1990 et 1994, la sonde Magellan réalise une cartographie complète et très précise (avec une résolution horizontale inférieure à 100 m) de la surface de la planète. La sonde spatiale utilise pour cela un radar, seul instrument capable de percer l'épaisse atmosphère de Vénus. Un relevé altimétrique est également effectué. Cette cartographie détaillée montre un sol remarquablement jeune géologiquement parlant (de l'ordre de 500 millions d'années), la présence de milliers de volcans, et une absence de tectonique des plaques telle qu'on la connait sur Terre mais de nouvelles analyses suggèrent que la surface est divisée en blocs rocheux, « ramollis » par la chaleur intense de l'environnement et semblent se déplacer entre eux à la manière des blocs de glace de la banquise terrestre.
La sonde Vénus Express de l'Agence spatiale européenne (réalisée en coopération avec Roscosmos) est lancée en novembre 2005 et observe Vénus depuis avril 2006 jusqu'au 16 décembre 2014. Elle permet de réaliser plusieurs découvertes importantes dont une possible activité volcanique récente, le ralentissement de sa vitesse de rotation ou encore la présence d'une « queue magnétique ».
En 2007, une mission européenne Venus Entry Probe est prévue pour permettre l'exploration in situ de l'atmosphère vénusienne grâce entre autres à un ballon naviguant à une altitude de 55 km, mais elle n'aboutit finalement pas.

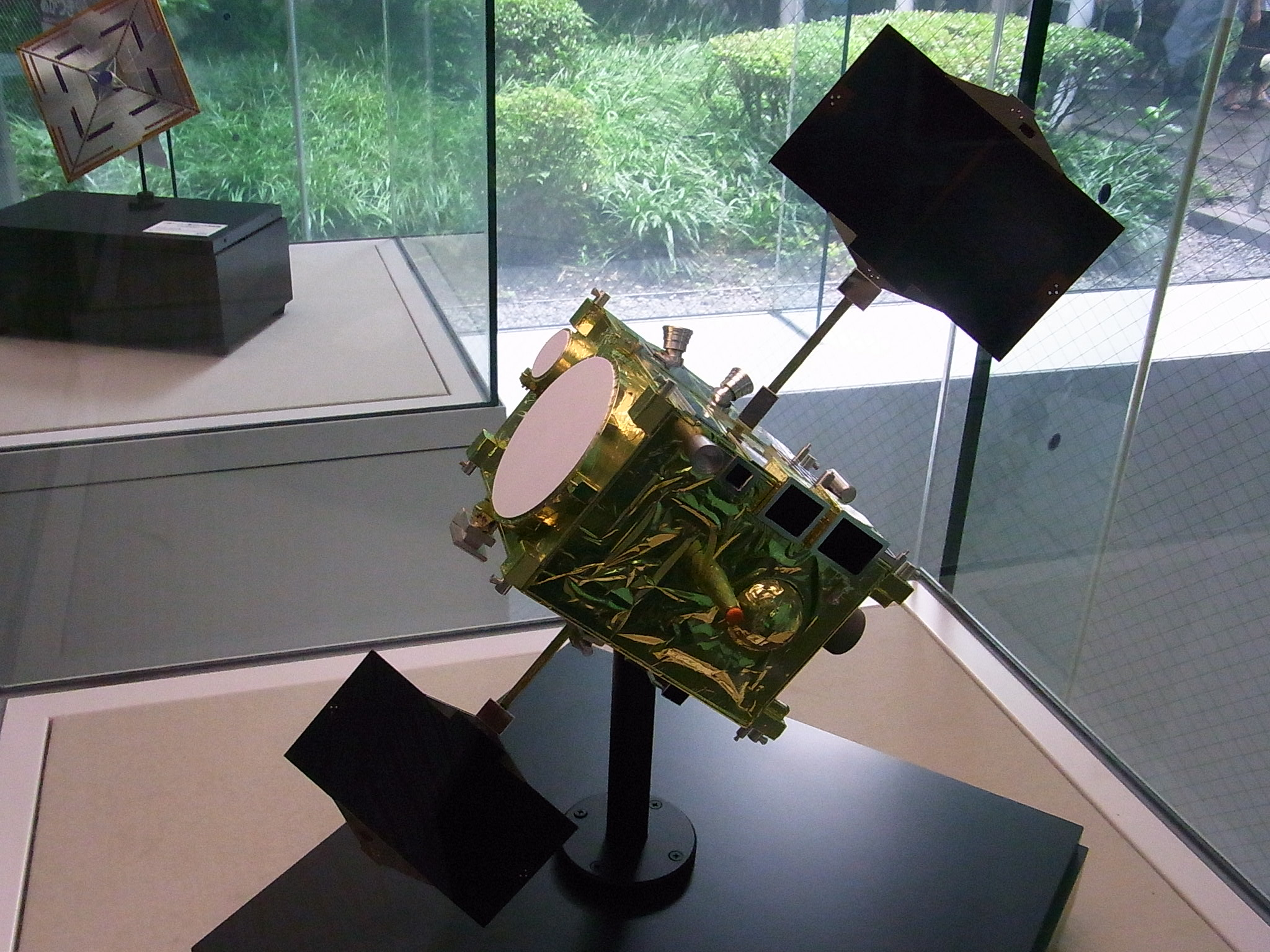
Modèle d'Akatsuki, seule sonde en orbite autour de Vénus en 2020.

En 2014, des chercheurs de la NASA présentent le projet High Altitude Venus Operational Concept qui vise à établir une colonie humaine installée dans des dirigeables à 50 kilomètres d'altitude où la température n'est que de 75 °C et la pression proche de celle de la Terre,. À la fin des années 1960, la NASA ont déjà étudié la possibilité d'utiliser des éléments du programme Apollo afin de réaliser un survol habité de Vénus avec un équipage de trois astronautes qui auraient effectué le voyage aller-retour en une année environ.
En 2016, le programme Institute for Advanced Concepts de la NASA commence à étudier un rover (astromobile), l'Automaton Rover for Extreme Environments, conçu pour survivre longtemps dans les conditions environnementales de Vénus. Il serait contrôlé par un ordinateur mécanique et alimenté par l'énergie éolienne.
Depuis 2016, une sonde de la JAXA, Akatsuki, est sur une orbite très elliptique autour de Vénus,. Lancée en 2010 mais arrivée avec cinq ans de retard à cause d'une panne de propulseur lors de son insertion initiale, il s'agit de la seule sonde en orbite autour de Vénus en 2020. Elle a pour objectif de mieux comprendre ce qui a mené la planète à son état actuel, notamment son effet de serre. L'engin a permis de découvrir la présence, à 64 km d'altitude, d'une onde de gravité longue de 10 000 km et 65 km de large, stationnaire par rapport au sol et pouvant perdurer plusieurs jours (contrairement aux ondes de gravité sur Terre qui disparaissent très vite). Akatsuki a également pris des clichés dans l'infrarouge de la face nocturne de Vénus.
Le 19 octobre 2018, la sonde européenne BepiColombo, réalisée en partenariat avec la JAXA nippone, décolle vers la planète Mercure. Durant son trajet, elle réalisera deux survols de la planète Vénus, durant lesquels elle effectuera plusieurs expériences, servant notamment à tester les instruments de la sonde avant son arrivée autour de Mercure en 2025.

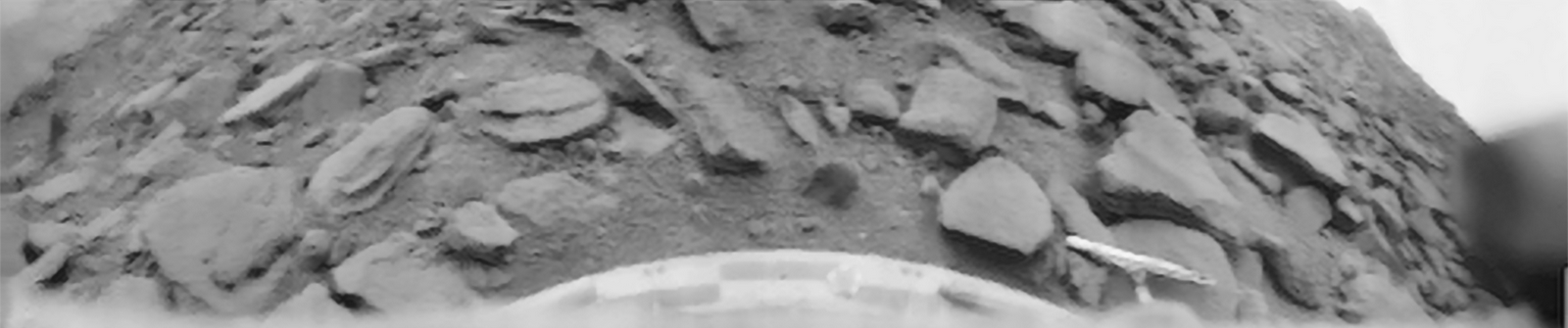
Panorama à 180 degrés de la surface de Vénus capturé par la sonde Venera 9 en 1975.

## Habitabilité

### Conditions de vie

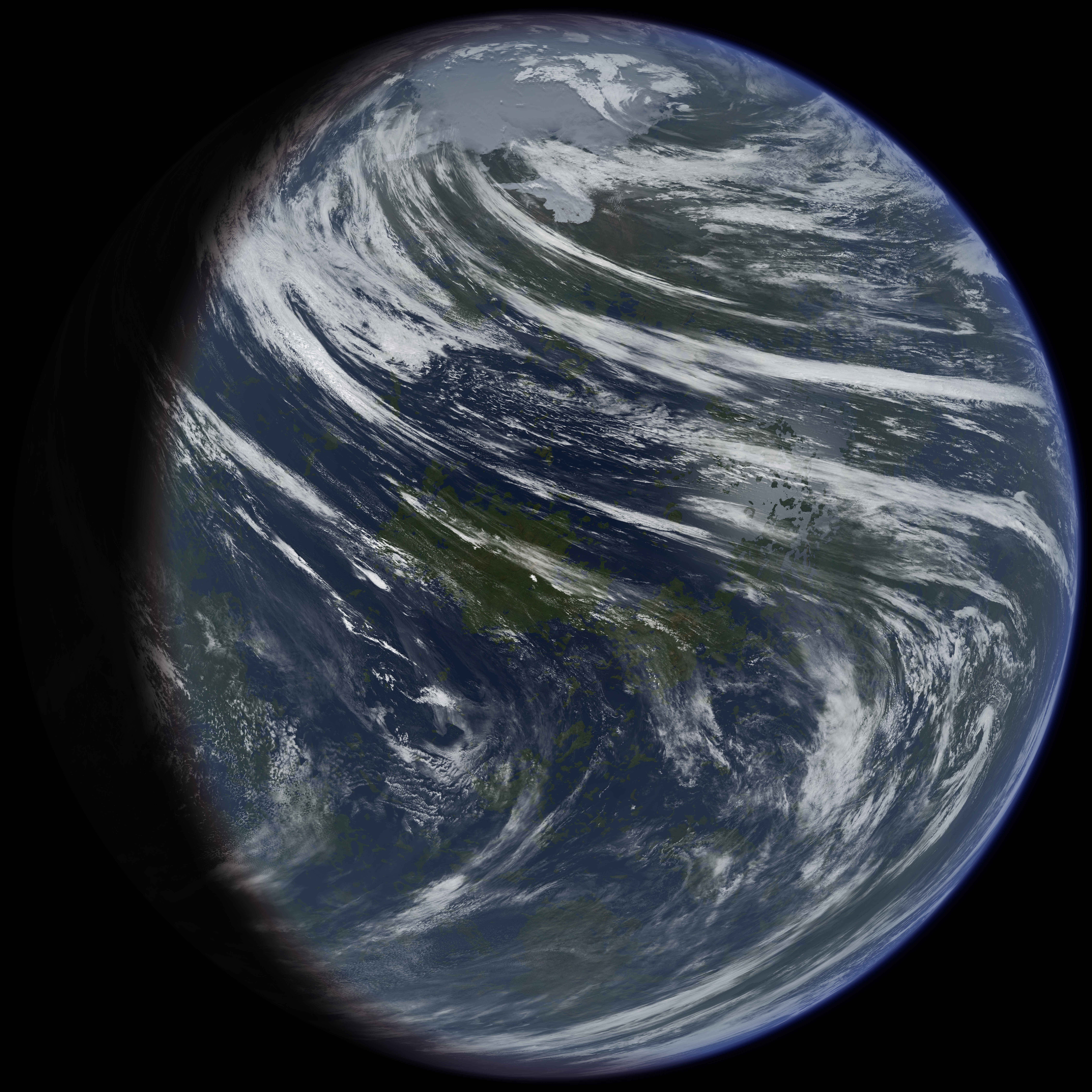
Vue d'artiste de Vénus après une terraformation.

La spéculation sur l'existence de la vie sur Vénus a considérablement diminué depuis le début des années 1960, lorsque les véhicules spatiaux ont commencé à étudier la planète et qu'il est devenu clair que les conditions sur Vénus sont bien plus hostiles que celles sur Terre.
Vénus possédant des températures de surface de près de 462 °C avec une pression atmosphérique 90 fois supérieure à celle de la Terre, l'impact extrême de l'effet de serre rend improbable la vie à base d'eau comme elle est actuellement connue,.
Quelques scientifiques ont émis l'hypothèse de l'existence de microorganismes extrémophiles thermoacidophiles dans les couches supérieures acides à basse température de l'atmosphère vénusienne,. Aussi, en août 2019, les astronomes ont signalé que le nouveau modèle à long terme d'absorbance et de changement d'albédo dans l'atmosphère de la planète Vénus est causé par des « absorbeurs inconnus », qui peuvent être des produits chimiques ou même de grandes colonies de micro-organismes haut dans l'atmosphère de la planète,.
En septembre 2020, le grand réseau d'antennes millimétrique/submillimétrique de l'Atacama et le James Clerk Maxwell Telescope observent la signature de phosphine gazeuse dans le spectre de l'atmosphère de Vénus, et ce en l'absence de mécanismes naturels abiotiques connus de production en quantité suffisante de cette molécule sur une planète tellurique,. Toutefois, l'article paru dans Nature reste prudent : « Questions of why hypothetical organisms on Venus might make PH3 are also highly speculative ». La NASA ainsi que différents journaux scientifiques appellent à la prudence sur les résultats de détection de la phosphine ainsi que sur ses potentielles origines. En novembre, l'observation elle-même est contestée, notamment en raison d'erreurs de calibration du télescope.

### Méthodes de colonisation et d'exploration
Une présence permanente sur Vénus, au même titre que sur Mars, serait un nouveau pas dans le cadre de la conquête spatiale. Aussi, différentes méthodes de colonisation sont envisagées ou l'ont été.
La pression atmosphérique et la température à cinquante kilomètres au-dessus de la surface sont similaires à celles de la surface de la Terre. Cela a conduit à des propositions d'utilisation d'aérostats (ballons plus légers que l'atmosphère) pour l'exploration initiale et, finalement, pour des « villes flottantes » permanentes dans l'atmosphère vénusienne. Parmi les nombreux défis d'ingénierie à relever figurent les quantités dangereuses d'acide sulfurique à ces hauteurs. Cette approche a notamment été proposée par la NASA dans le cadre de son projet High Altitude Venus Operational Concept,.
Une autre forme de colonisation sur Vénus serait sa terraformation. Une terraformation de Vénus consisterait à la rendre habitable pour l'homme, et donc rendre les conditions de surface moins hostiles. Ainsi, il faudrait abaisser sa température de surface, éliminer le dioxyde de carbone en excès dans l'atmosphère et accélérer sa période de rotation afin d'aboutir à un cycle jour/nuit plus proche de celui connu sur Terre,.

## Dans la culture

### Mythologie

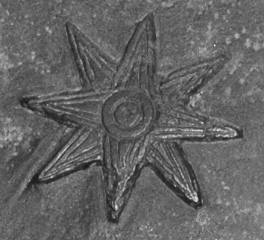
L'étoile à huit branches, symbole d'Ishtar (kudurru de Meli-Shipak).

Vénus étant une caractéristique principale du ciel nocturne, elle a revêtu une importance dans la mythologie, l'astrologie et la fiction à travers l'histoire et dans différentes cultures. Ainsi, la planète doit son nom à la déesse Vénus, déesse de l'amour dans la mythologie romaine (assimilée à l'Aphrodite de la mythologie grecque). De là vient également le nom du cinquième jour de la semaine : vendredi (de veneris diem, en latin, pour « jour de Vénus »),.
Dans la mythologie mésopotamienne, Ishtar, la déesse de l'amour, est associée à la planète Vénus,. Un des symboles de la déesse, l'étoile à huit branches, la représente comme l'étoile du matin ou du soir. De plus, les mouvements d'Ishtar dans les mythes qui lui sont associés correspondent aux mouvements de la planète Vénus dans le ciel.
Les Chrétiens, reprenant le nom romain Lucifer (« porteur de lumière ») pour désigner « l'étoile du matin », associent la « chute » de la planète dans le ciel à celle d'un ange. Cela aboutit finalement à la figure de l'ange déchu Lucifer.
En chinois, la planète est appelée Jīn-xīng (金星), la planète dorée de l'élément métallique. En Inde, elle appelée Shukra Graha (« la planète Shukra »), d'après la divinité Shukra et est utilisée en astrologie indienne. Ce nom signifie « clair, pur » ou « éclat, clarté » en sanskrit. Les cultures chinoises, japonaises et coréennes modernes se réfèrent littéralement à la planète comme « l'étoile de métal » (金星), sur la base des cinq éléments (Wuxing),,. L'ancien Japon désigne également la planète Vénus du nom de Taihaku,, ce nom ayant depuis été réattribué à un astéroïde par les astronomes : (4407) Taihaku.

### Culture contemporaine

Vénus est représentée en bas à droite du grand cyprès dans La Nuit étoilée de Vincent van Gogh (1889).

Dans la culture populaire occidentale, la planète Vénus est surnommée l’« étoile du berger » car elle peut être facilement visible dans le ciel du matin (à l'est), avant l'aurore, ou dans le ciel du soir (à l'ouest), après le crépuscule. À l'époque moderne, le terme « étoile » est impropre car il est connu qu'il s'agit d'une planète, mais pour les Anciens, elle faisait partie des cinq astres dits « errants ». On lui attribua ce nom car les gardiens de troupeaux dans les temps anciens en tenaient compte pour aller dans les pâturages ou en revenir. Chez les Dogons, peuple contemporain du Mali réputé pour sa cosmogonie, elle peut également être appelée enegirim tolo, pour « étoile du berger ». Par ailleurs, leur cosmogonie mentionne l'existence d'un satellite naturel autour de Vénus.
L'étoile du berger est parfois confondue avec l’étoile des Rois mages, ou Étoile de Bethléem, bien qu'il s'agisse d'astres différents. Cette dernière est parfois évoquée comme ayant été une nova, supernova ou encore la comète de Halley, ces hypothèses ayant été mises de côté car aucun de ces phénomènes ne s'est déroulé durant le règne d’Hérode. L'explication actuelle est que l'intense lumière ait été produite par une conjonction entre Jupiter et Saturne,.
Des poètes classiques comme Homère, Sappho, Ovide et Virgile ont parlé de l'étoile et de sa lumière, puis des poètes préromantiques et romantiques tels que William Blake, Robert Frost, Letitia Elizabeth Landon, Alfred Lord Tennyson et William Wordsworth ont écrit des odes au sujet de la planète.
Gustav Holst dédie le second mouvement de son poème symphonique Les Planètes (1918) à Vénus, où elle incarne la paix. Plus récemment, Alain Bashung, pour son album Bleu Pétrole, compose la chanson Vénus, consacrée à la planète et à son rôle de guide.
En peinture, la représentation la plus célèbre de Vénus reste celle de Vincent Van Gogh dans La Nuit étoilée, vue depuis la chambre de son asile du monastère Saint-Paul-de-Mausole à Saint-Rémy-de-Provence en mai 1889,. Une étude du ciel au printemps de 1889 permet de confirmer qu'il s'agit bien de Vénus, entourée de blanc en bas à droite du grand cyprès. Le peintre indique également explicitement la présence de l'objet céleste dans ses lettres. La planète est également visible dans ses peintures Route avec un cyprès et une étoile et La Maison blanche, la nuit, réalisées en 1890 et peu avant la mort de l'artiste.

### Fiction moderne
Avec l'invention du télescope, l'idée que Vénus était un monde physique et une destination possible a commencé à prendre forme.
Aussi, elle est représentée dans la fiction depuis le XIXe siècle. La forte couverture nuageuse vénusienne laisse également aux écrivains de science-fiction toute latitude pour spéculer sur les conditions de vie à sa surface, d'autant plus que les premières observations ont montré que non seulement sa taille était similaire à celle de la Terre mais qu'elle possédait une atmosphère substantielle. Plus proche du Soleil que la Terre, la planète est souvent décrite comme plus chaude, mais toujours habitable par les humains ; les écrivains imaginent alors des extraterrestres qu'ils nomment les Vénusiens. Le genre a atteint son apogée entre les années 1930 et 1950, à une époque où la science avait révélé certains aspects de Vénus, mais pas encore la dure réalité de ses conditions de surface ; on peut notamment citer Dans les murs d'Eryx de H.P. Lovecraft en 1939, Parelandra de C. S. Lewis en 1943 et Les Océans de Vénus d'Isaac Asimov en 1954. Cependant, après les premières missions d'exploration robotisées, les résultats montrent qu'aucune forme de vie n'y est possible à la surface. Cela met un terme à ce genre particulier reposant sur l'espérance d'une Vénus habitée.
Aussi, à mesure que la connaissance scientifique de Vénus a progressé, les auteurs de science-fiction modifient les thèmes abordés. Ainsi, des ouvrages conjecturant des tentatives humaines de terraformer Vénus se sont développés, comme dans le diptyque de Pamela Sargent (Vénus des rêves et Vénus des ombres en 1986 et 1988). Une approche de villes flottantes dans l'épaisse atmosphère de la planète afin de connaître des températures plus clémentes est également abordée dans Le Sultan des nuages (2010) de Geoffrey Landis. Quatre ans après, des chercheurs de la NASA proposent un projet similaire, High Altitude Venus Operational Concept, visant à établir une colonie humaine dans des dirigeables à 50 kilomètres d'altitude sur Vénus,.

### Symbolisme et vocabulaire

Le symbole de Vénus.

Le symbole astronomique de Vénus est le même que celui utilisé en biologie pour le sexe féminin : un cercle avec une croix pointant vers le bas (unicode 0x2640 : ♀),. Il correspond également au symbole alchimique ancien du cuivre. À l'époque moderne, il est toujours employé comme symbole astronomique pour Vénus, bien que son utilisation soit découragée par l'Union astronomique internationale.
L'idée, erronée, selon laquelle le symbole représente le miroir de la déesse est introduite par Joseph Juste Scaliger à la fin du XVIe siècle. Il invoque également le fait que le cuivre fut utilisé pour réaliser les miroirs antiques, faisant ainsi le lien avec le symbole alchimique. Au début du XVIIe siècle, Claude Saumaise établit que le symbole dérive en réalité de la première lettre du nom grec de la planète Φωσϕόρος / Phōsphóros, comme les symboles des autres planètes,.
Cythère étant une épiclèse homérique d'Aphrodite, l'adjectif « cythérien » ou « cythéréen » est parfois utilisé en astronomie (notamment dans astéroïde cythérocroiseur) ou en science-fiction (les Cythériens, une race de Star Trek). Aussi, l'adjectif « vénusien » est communément employé pour définir les caractéristiques de Vénus en lieu de « vénérien », qui a pris une connotation péjorative d'origine médicale en tant que synonyme d'infection sexuellement transmissible.